# Kurpie Białe
Kurpie Białe – grupa etnograficzna ludności polskiej zamieszkująca teren Puszczy Białej na Mazowszu.
To potomkowie i potomkinie rodzin sprowadzonych w XVIII wieku przez właścicieli puszczy, biskupów płockich. Mieli zagospodarować teren Puszczy Biskupiej wyludnionej po wojnach szwedzkich, najazdach kozackich i epidemiach. Osadników sprowadzono w latach 1730–1790 głównie z Puszczy Zielonej ze względu na ich znajomość gospodarki leśnej (bartnicy, smolarze, wypalacze potażu, krudownicy łąk, strzelcy). Byli osadzani na prawie czynszu w przeciwieństwie do pańszczyźnianego chłopstwa, które mieszkało we wsiach na tym terenie od czasów średniowiecza.
Spowodowana warunkami naturalnymi izolacja, występująca jednak w mniejszym stopniu niż w Puszczy Zielonej, doprowadziła do wytworzenia charakterystycznej dla Kurpiów Białych kultury z wytworami kultury materialnej (wycinanki, tkactwo, stroje, hafty, rzeźba, ceramika, wyroby plecionkarskie i wikliniarskie, ozdoby domu oraz plastyka obrzędowa) oraz kultury duchowej (pieśni, obrzędy, zwyczaje). Gwara i sposób budowania domów Kurpiów Białych są podobne do wzorów z Puszczy Zielonej.
Region jest mniej rozpoznawalny niż Kurpie Zielone. W XXI wieku pojawiają się różne inicjatywy podejmowane w lokalnych środowiskach w celu zachowania pamięci i odtworzenia zwyczajów, tradycji i historii Kurpiów Białych. Wytwory kultury Kurpiów Puszczy Białej można oglądać m.in. w Muzeum Kultury Kurpiowskiej w Ostrołęce, Muzeum Regionalnym w Pułtusku, Muzeum Etnograficzno-Historycznym w Kamieńczyku, Skansenie im. Marii Żywirskiej w Brańszczyku oraz Kuźni Kurpiowskiej w Pniewie, ośrodku prowadzonym przez Stowarzyszenie „Puszcza Biała – Moja Mała Ojczyzna”. Propagowaniem i promowaniem kultury Kurpiów Białych zajmują się też biblioteki i domy kultury (np. w Pułtusku i Ostrowi Mazowieckiej), izby pamięci oraz organizacje pozarządowe (np. Stowarzyszenie Przyjaciół Puszczy Białej i Kamienieckiej i koła gospodyń wiejskich).

## Nazwa
Nazwa „Kurpie Białe” pochodzi od nazwy puszczy, w której zamieszkali osadnicy, czyli Puszczy Białej. Ma odróżniać tę grupę od Kurpiów Zielonych, zamieszkujących Puszczę Zieloną, a jednocześnie podkreślić powiązanie pomiędzy obiema grupami i fakt, że w XVIII wieku do Puszczy Białej sprowadzono Kurpiów – osadników z Puszczy Zielonej. Adam Dobroński pisał, że nazwy „Kurp” na określenie ludzi eksploatujących dobra leśne używano na Mazowszu, również w Puszczy Białej, dużo wcześniej niż w XVIII wieku.
W XIX stuleciu w odniesieniu do mieszkańców Puszczy Białej pojawiło się określenie „Kurpie Gocie” (lub „Kurpie-Gocie”). Kazimierz Władysław Wójcicki zapisał, że w odróżnieniu od mieszkańców Puszczy Zielonej Kurpie Gocie „zaciąg, czyli pańszczyznę odrabiali”, choć zwyczaje, obrzędy i budownictwo było jednolite w obu grupach, ale ich ludność różniła się ubiorem. Określenia „Kurpie Gocie” używali też: Michał Morzkowski, Stanisław Chełchowski i J. Maciejewski, Felicjan Kozłowski, Wincenty Pol, Aleksander Połujański i inni. Henryk Syska powtórzył to określenie w tytule książki Obleciałem Kurpie Gocie (Warszawa 1955). Uważał, że słowo „Gocie” pochodzi od słowa „gołocie” opisującego tereny bezleśne. Dowodem na to, że określenie „gołocie” mogło być formą skróconą do słowa „Gocie”, miały być przykłady podobnych zmian w nazwach wsi: Bogusze zamieniano na Buksy lub Bugzy, Kowalewo na Kuwlewo lub Kuflewo, a Miłosław na Miłock lub Młock. Syska uważał, że Kurpie Zieloni przybyli do Puszczy Białej wprowadzili określenie „Gocie” w odniesieniu do napotkanych na miejscu chłopów pańszczyźnianych, którzy zajmowali bezleśne tereny włości biskupich.
Nazwę „Kurpie Gocie” przyjął zespół folklorystyczny z Golądkowa. W 1958 przy Liceum Pedagogicznym w Pułtusku powstał zespół „Zielone Kurpie Gocie”.
Wobec braku rzetelnego wyjaśnienia pochodzenia określenia „Kurpie-Gocie” należy używać nazwy „Kurpie Białe”. Adam Dobroński wyraźnie rozróżnił Kurpiów w Puszczy Białej (wolni mieszkańcy, pracownicy leśni i gospodarze-czynszownicy) od Goci, którymi byli chłopi pańszczyźniani mieszkający na terenie Biskupizny przed XVIII wiekiem, od połowy tego stulecia przenoszeni stopniowo na status czynszowników.

## Tożsamość Kurpiów Białych
W Puszczy Białej określenie „Kurp” kojarzyło się negatywnie. Opisywało kogoś obcego, gbura, nieokrzesanego. Kiedy Maria Żywirska, prowadząc badania w białopuszczańskiej wsi kurpiowskiej, pytała o Kurpiów, odsyłano ją gdzie indziej, w inną część puszczy. Z podobnym odrzuceniem tożsamości kurpiowskiej spotykali się powojenni badacze i badaczki Kurpiów Białych i to w czasie, kiedy pułtuska spółdzielnia wytwarzała wiele przedmiotów wprost określanych jako kurpiowskie.
W II dekadzie XXI wieku obserwowany jest wzrost świadomości historii i kultury Kurpiów Białych oraz tożsamości regionalnej, co przekłada się na poczucie dumy z pochodzenia kurpiowskiego. Jednocześnie od wielu lat błędnie rozciąga się pojęcie Kurpie Białe na wszystkich mieszkańców i mieszkanki Puszczy Białej. Trzeba mieć świadomość, że obok Kurpiów, sprowadzonych do Puszczy Biskupiej w XVIII wieku, od średniowiecza teren zamieszkiwała chłopska ludność pańszczyźniana. We wsiach oprócz rdzennych Mazowszan mieszkali też Żydzi oraz osadnicy niemieccy sprowadzani głównie dla celów melioracyjnych i osiedlający się na zwartym obszarze (Wincentowo, Nury, Marianowo).

## Pochodzenie i osadnictwo

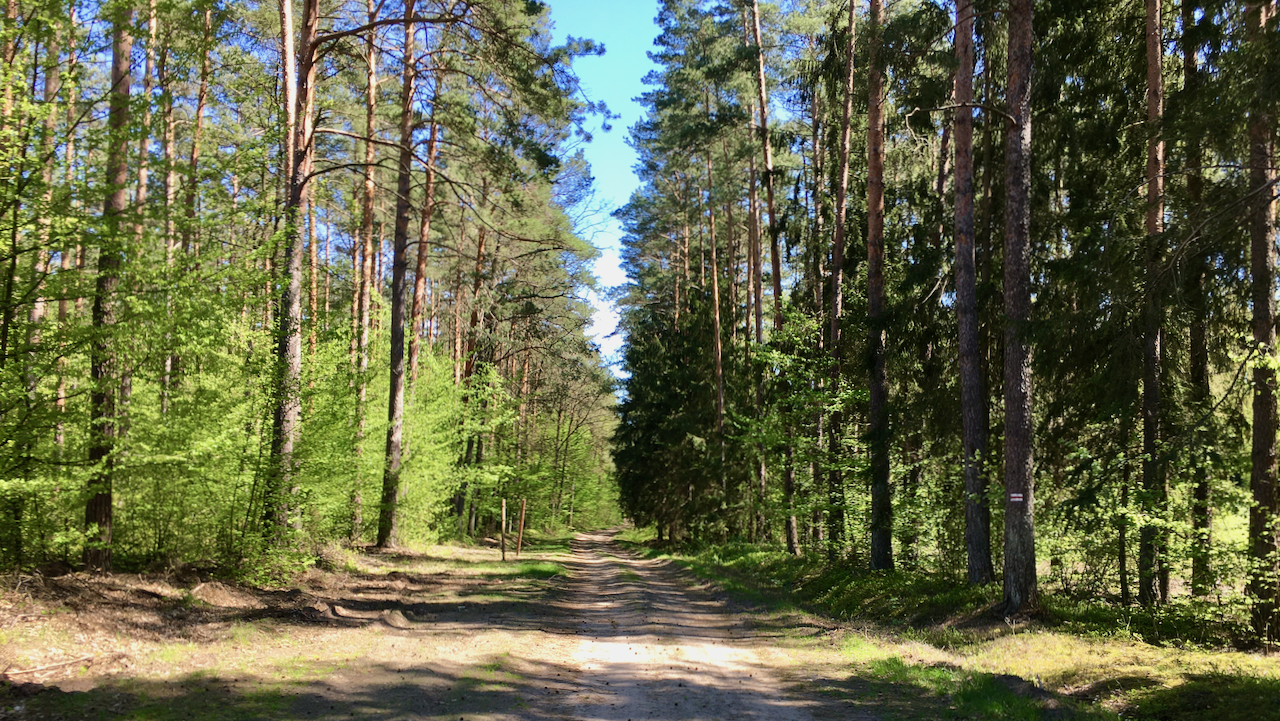
Puszcza Biała w okolicach Brańszczyka

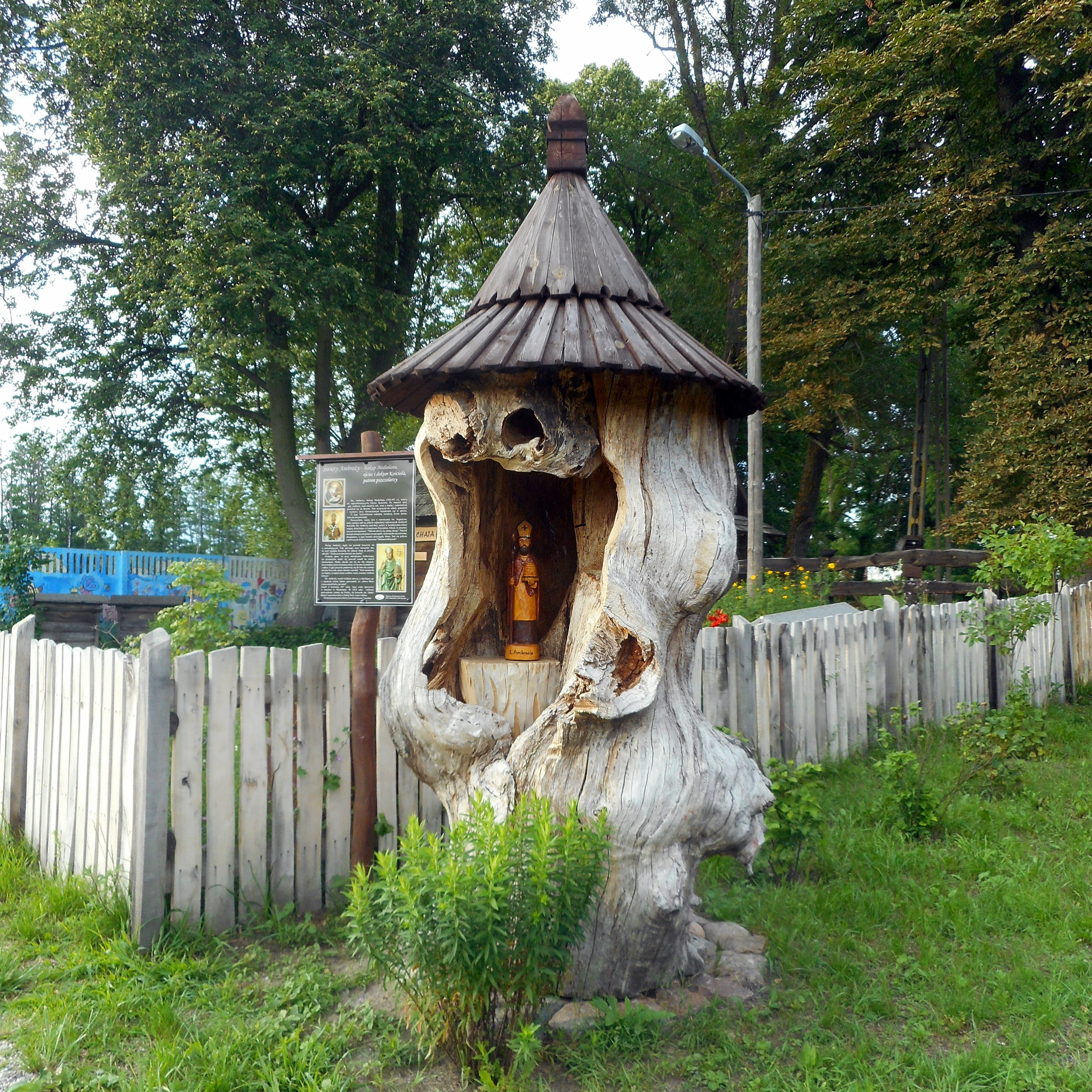
Kapliczka św. Ambrożego, patrona pszczelarzy, w Skansenie im. Marii Żywirskiej w Brańszczyku

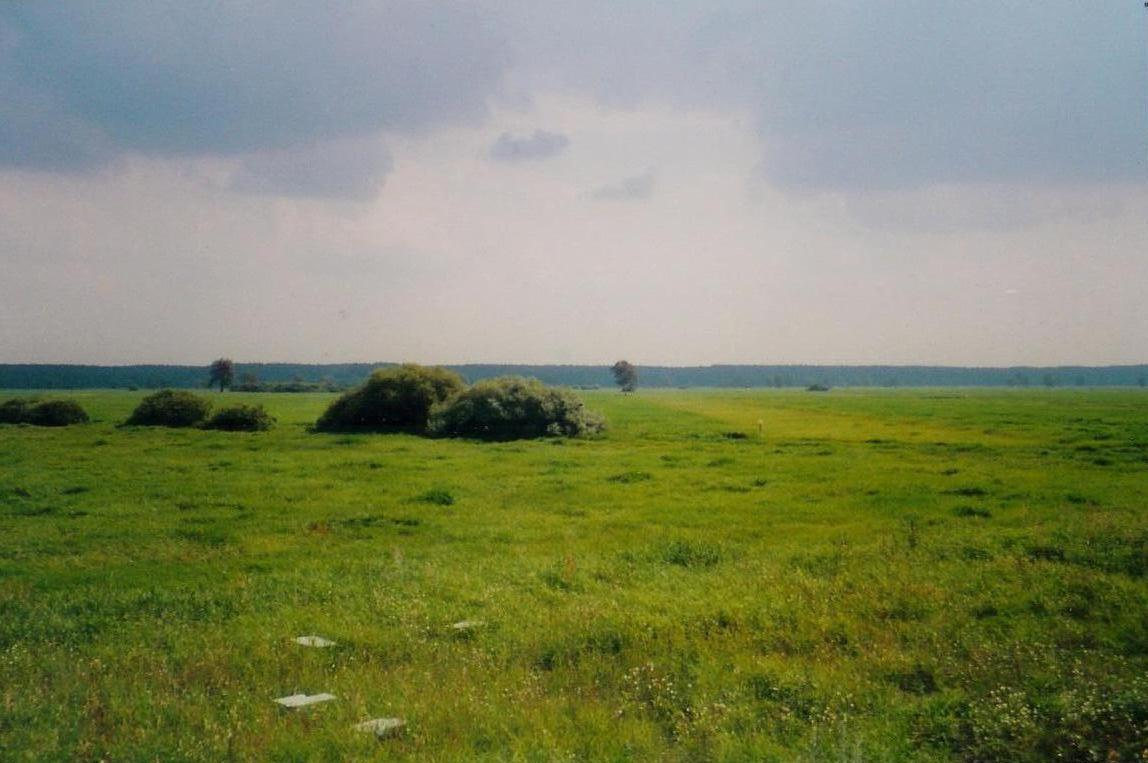
Dawne bagno Pulwy zamienione na łąki i pastwiska

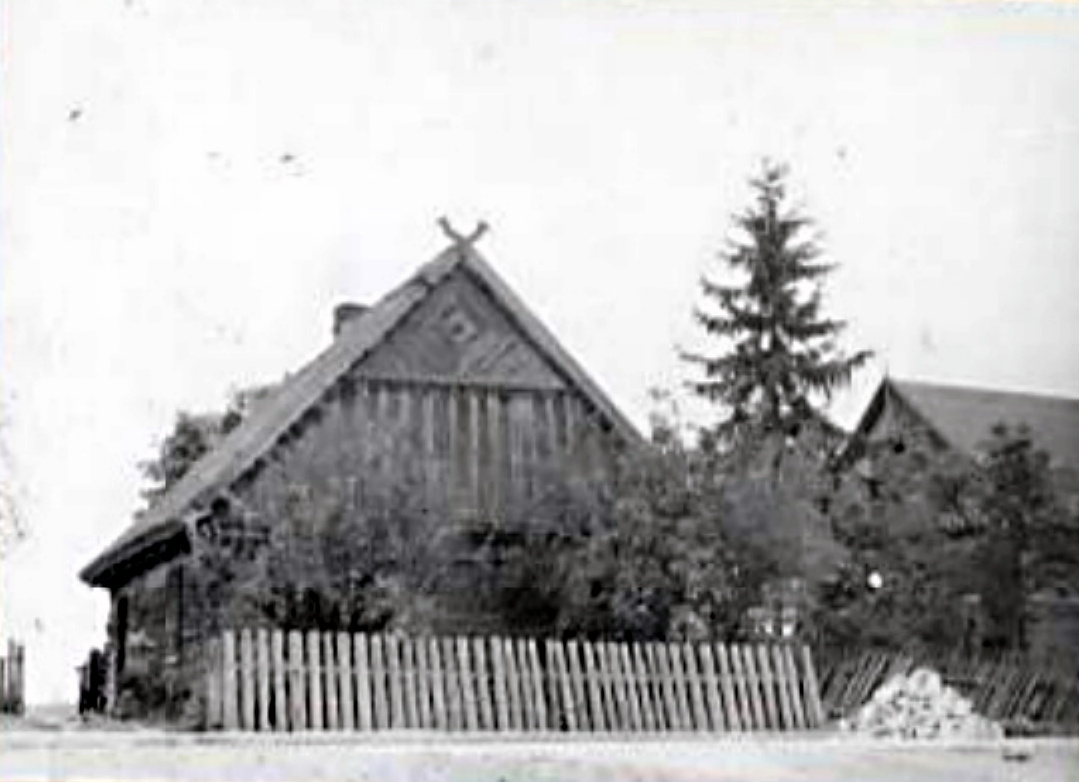
Dom ze śparogami z 1876 we wsi Porządzie

Obszar Puszczy Białej i miejscowe osadnictwo mocno ukształtowały rzeki Narew i Bug. Obszar puszczy, która rosła w widłach tych rzek, w XI wieku trafił pod jurysdykcję biskupów płockich. Stąd puszczę nazywano Biskupią, Biskupizną, Biskupszczyzną. Biskupi rozpoczęli stałą i planową akcję osadniczą, przerywaną w XII i XIII wieku najazdami Jaćwingów, Prusów, Litwinów i plemion ruskich. Ożywienie ruchu osadniczego nastąpiło w XV wieku, kiedy na prawie niemieckim lokowano wiele wsi. W tym zakresie wyróżniała się północno-zachodnia część puszczy. Akcję zasiedlania Biskupszczyzny wstrzymywały wojny i epidemie.
Po okresie wojen szwedzkich, najazdów kozackich i wyniszczających chorób Puszcza Biała zaczęła się wyludniać. Na ten stan wpłynęły szczególnie wydarzenia polityczne z lat 1700–1721 i morowe powietrze (szczególnie w latach 1708–1709). W związku z tym biskupi płoccy, poczynając od Andrzeja Stanisława Załuskiego, dążąc od odtworzenia gospodarki leśnej i rolnej, a jednocześnie ochrony puszczańskich borów i lasów oraz czerpania dochodów z miejscowej fauny i flory, sprowadzili do puszczy nowych osadników. Zaproszono mieszkańców Puszczy Zielonej, którzy byli specjalistami od gospodarki leśnej (bartnicy, smolarze, wypalacze potażu, krudownicy łąk, strzelcy). Akcję osiedleńczą prowadzono w latach 1730–1790. Zgłaszających się poddawano selekcji. Poza tym tępiono i karano osadników, którzy bezprawnie i często próbowali karczować puszczę. Osadnicy otrzymywali pozwolenie na osiedlanie się na podstawie przywileju biskupiego. W literaturze najbardziej znany jest przywilej Antoniego Sebastiana Dembowskiego w sprawie zasiedlenia Puszczy Białej wydany w 1748 w Pułtusku.
W lustracjach dóbr biskupich z lat 1773 i 1785, przechowywanych w Archiwum Diecezjalnym Płockim, znaleźć można szczegółowy wykaz wsi zasadzonych Kurpiami wraz z ich nazwiskami. Zamieszkali oni we wsiach: Grabowiec, Borsuki, Cieńsza, Ochudno, Limany, Skłudy, Ponikiew, Tocznabiel, Pniewo, Trzcianka, Budy, Tuchlin, Poręba, Knurowiec, Przyjmy-Kąty, Osuchowa, Białebłoto, Udrzynek, Przyjmy Brańszczykowskie, Dudy, Dudowizna, Wiśniewo, Małkinia Górna i Małkinia Dolna, Błędnica, Sumiężne, Laskowizna-Woyty, Nagoszewo, Grabownica, Kuzkowizna, Kacpury i Ciuray. Niektóre wsie całkowicie zaludniano Kurpiami (np. Nagoszewo, Osuchowa, Białebłoto), inne były mieszane (np. Trzcianka: z 23 zagród 11 we wschodniej części wsi oddano Kurpiom, pozostałe w zachodniej części wsi dostali chłopi pańszczyźniani; w Pniewie 6 chłopów pańszczyźnianych pracowało w folwarku, a na ziemi proboszczowskiej zamieszkało 4 Kurpiów). W zachodniej części Puszczy Białej było mniej osadników kurpiowskich (Lemany – 1 siedlisko, Tocznabiel i Czuraj – po 2, Borsuki – 9, Grabowiec – 11, Cieńsza – 12). Wsie kurpiowskie koncentrowały się w centralnej części puszczy (Osuchowa – 49 siedlisk, Nagoszewo – 37, Białebłoto – 24, Poręba – 23), choć i tu powstawały niewielkie osiedla (Kacpury, Puzdrowizna – 2–4 osadników). Do Puszczy Białej Kurpie przybywali całymi rodzinami. Wśród osadników powtarzało się kilka nazwisk (Deptuła, Samsel, Ponichtera, Deluga, Zyśk, Najmoła). Nierzadko osadzeni w danym miejscu ojciec i synowie albo dwaj bracia zapoczątkowywali nową osadę (np. Tocznabiel – 2 braci Lesińskich; Białebłoto – 4 Ponichterów). Przykładowo nazwisko Ponichtera występuje w powiatach ostrołęckim i łomżyńskim oraz w większym stopniu w powiatach ostrowskim i wyszkowskim. Stąd można wnioskować, że osadnicy z centralnej i wschodniej części Puszczy Zielonej przenieśli się do Puszczy Białej, gdzie ród się rozrósł. Od nazwisk kurpiowskich osadników sprowadzanych do Puszczy Białej tworzono nazwy wsi (np. od Adama i Piotra Dudów – wieś Dudy, od Wojciecha Kacpury – wieś Kacpury, od Szczubełków – Szczubełkowo).
Nowych osadników z Puszczy Zielonej biskupi płoccy osadzali na prawie czynszu, w przeciwieństwie do odrabiających pańszczyznę w dobrach kościelnych chłopów. W XVIII wieku do Puszczy Białej przybyło 300 nowych osadników. Doprowadziło to do wykształcenia czterech grup ludności: Kurpiów jako czynszowników, chłopów pańszczyźnianych osadzanych na ziemi o powierzchni pół lub ćwierć włóki, zagrodników (chałupników) i komorników. Osiedlanie Kurpiów prowadzono planowo: najpierw osadnicy zajmowali wyludnione wsie, potem tereny wykarczowane, ale zarośnięte, na końcu niewykarczowane. Kurpie mogli wyznaczyć działki, które w ciągu 6 lat były mierzone przez biskupich urzędników leśnych i opodatkowane. Prawa do ziemi potwierdzała umowa, którą dziedziczono w rodzinie. Przed nadaniem aktu osadnika zwalniano z czynszu i świadczeń na rzecz biskupów. Osadnicy z Puszczy Zielonej przywieźli ze sobą przywileje bartne, które były respektowane przez biskupów płockich. Raz nadane przywileje na osiedlenie się w Puszczy Białej potwierdzali kolejni biskupi płoccy. Niemniej akcja lokacyjna nie przywróciła stanu ludności sprzed katastrof.
Miejscowa ludność mogła się uczyć od kurpiowskich osadników bartnictwa, smolarstwa, wypalania węgla drzewnego. Należy jednak zaznaczyć, że na początku procesu osadniczego pojawił się przejściowy niedostatek, zanim Kurpie w nowym miejscu stworzyli sobie warunki do życia i pracy. Powodowało to jednak ożywienie lokalnego rynku: rosło zapotrzebowanie na żywność, wyroby rzemieślnicze itp.

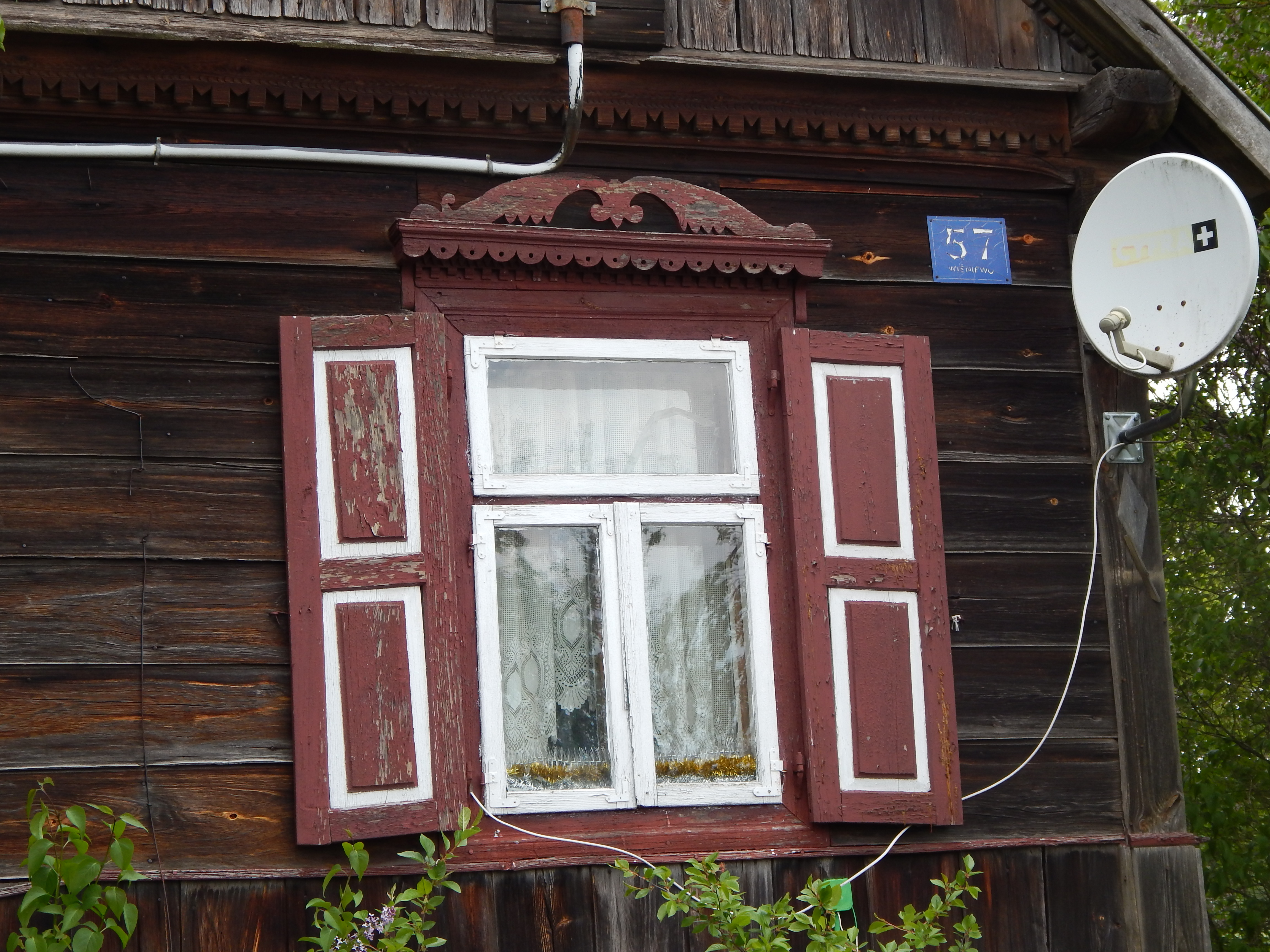
Okno chaty kurpiowskiej w Wiśniewie

W 1795 dobra biskupie wraz z III rozbiorem zostały zsekularyzowane, a tym samym zakończyła się akcja osiedlania Kurpiów. Zaborcy, zainteresowani szybkim powiększeniem produkcji rolnej i leśnej, prowadzili działania o charakterze rabunkowym. W okresie Księstwa Warszawskiego zniesiono poddaństwo chłopów. W okresie Królestwa Polskiego podjęto sprawę odgórnego oczynszowania chłopów w dobrach rządowych (skarbowych) przez tzw. kolonialne urządzanie wsi. Działania prowadzono na podstawie ustaw z lat 1846 i 1848. W 1820 przyjęto też plan uporządkowania gospodarki leśnej. Zmiany nawiązywały do działań biskupów płockich. Wsie w puszczy stały się „zamkniętymi jednostkami administracyjnymi”, w których wydzielono osady-działki i tereny na cele nierolnicze. Wspólnie użytkowano tylko pastwiska i wydzielone części lasu. Posunięcia te doprowadziły do zatarcia różnic między chłopami popańszczyźnianymi (Gociami) i czynszownikami (Kurpiami). Pozostałe różnice zniosły ukazy uwłaszczeniowe (1864), które uzupełniono w latach 1868 i 1875. Wówczas bezrolni i służba leśna otrzymali niewielkie działki, wprowadzono też serwituty. W tej sytuacji Kurpie, pracujący na roli nadanej przez biskupów już w poprzednim wieku, dysponowali większymi i przynoszącymi większe dochody gospodarstwami niż świeżo uwłaszczeni chłopi, dawni pańszczyźniani. Kurpie wyróżniali się mową, niektórymi zwyczajami i strojem. Zapewne utrzymywali coraz słabsze kontakty z Kurpiami z Puszczy Zielonej. Kurpie w Puszczy Białej byli samowystarczalni. W prawie każdej wsi zasadzonej Kurpiami istniała karczma, szkoła i kuźnia, wieś zasiedlali różni rzemieślnicy. Przybycie Kurpiów, niewielki napływ ludności niemieckiej (szczególnie na pobagienne Pulwy nad Narwią) oraz ludności żydowskiej, koncentrującej się w osadach rzemieślniczo-handlowych, nie zdominowały ludności mieszkającej w puszczy od stuleci, ale wpłynęły na zmianę struktury społeczno-gospodarczej. Niemniej ludność kurpiowska z Puszczy Zielonej przenikająca do Puszczy Białej przyniosła ze sobą nową kulturę, która z czasem oddziaływała na rdzenną ludność.

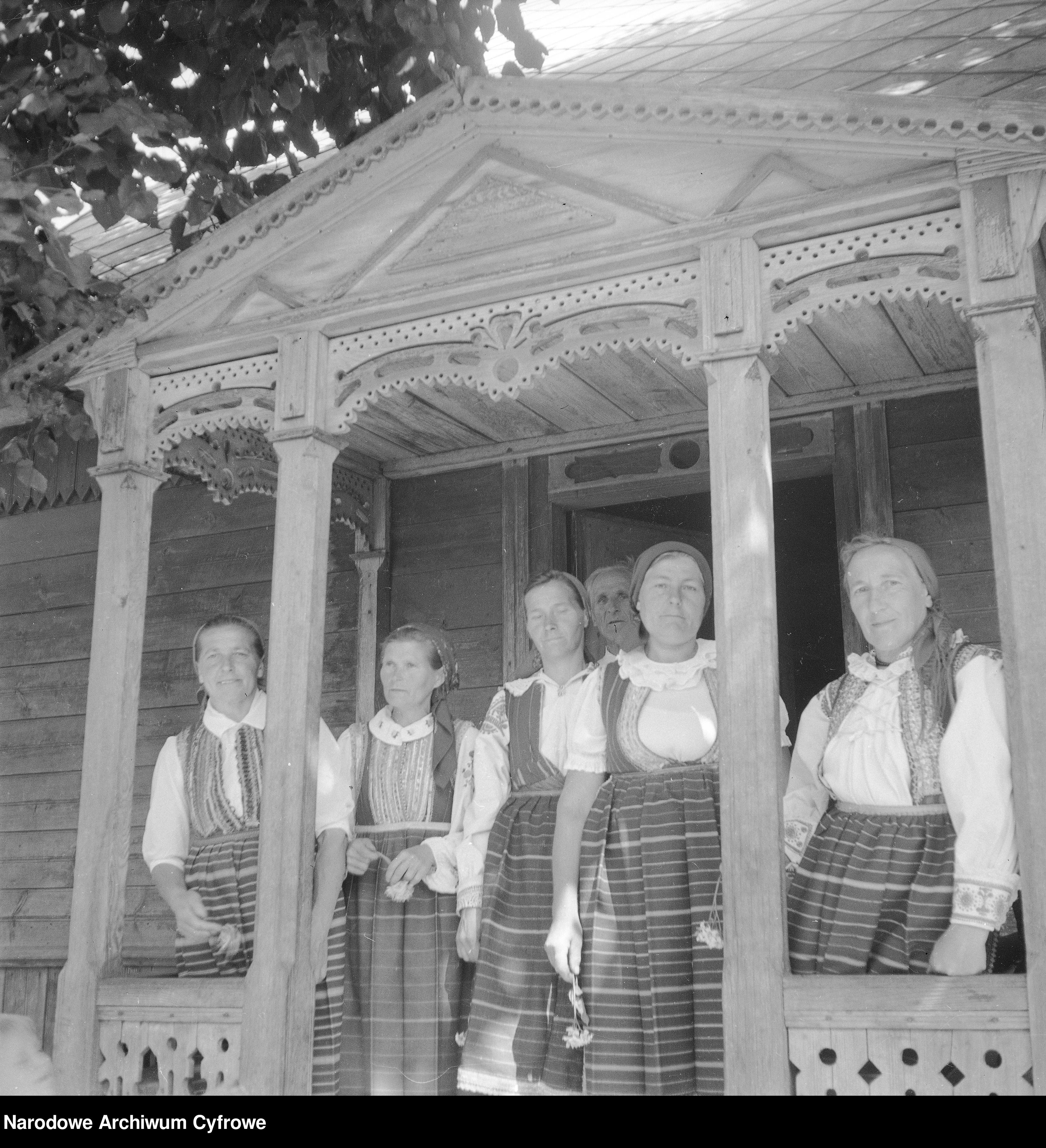
Kurpianki w rzeźbionym ganku chaty

Sprowadzenie Kurpiów do Puszczy Białej wymusiło zmianę osadnictwa na bardziej planowe. Wsie puszczańskie organizowano jako przysiółki i ulicówki. W XIX wieku większość z nich przekształcono na rzędówki, co wynikało z oczynszowania i uwłaszczenia. Zagrody sytuowano na planie prostokąta, wewnątrz którego budowano dom i stawiano budynki gospodarcze. Dom zawsze był zwrócony ścianą szczytową do drogi, blisko której był stawiany. W głębi zagrody znajdowała się stodoła ze ścianą frontową zwróconą ku domowi, czasem tzw. wystawka (pomieszczenie na wozy, sanie i sprzęty rolnicze), a po bokach zagrody spichlerz, drwalnia i chlew po jednej stronie oraz obora i stajnia po drugiej stronie zagrody. Na strychu obór i stajni trzymano paszę dla koni i bydła. Hodowano kury, gęsi i kaczki. W spichlerzu, słomiankach i workach przechowywano ziarno oraz cenne narzędzia gospodarskie. Na podwórzu kopano studnię i budowano ziemiankę zwaną śklepem albo parskiem. Obok mieścił się ogród warzywny (czasem też sad). Obszar poza obejściem otoczonym drewnianym płotem nazywano ogrodami. Wypasano tam krowy, konie, gęsi. Czasami miejsce to służyło do suszenia lnu i płótna. Za stodołą ustawiano brogi na siano zwiezione z łąk.
Do pierwszej ćwierci XX wieku wszystkie budynki stawiane były tylko z drewna w konstrukcji zrębowej, stosowanej głównie w budowie domów mieszkalnych, lub sumikowo-łątkowej. Domy stawiano wedle jednego z trzech typów właściwych dla Puszczy Białej. Pierwsza to asymetryczny budynek szerokofrontowy z wejściem z boku dłuższej ściany budynku, zbudowany na planie prostokąta. Pierwotnie takie domy były jednoizbowe z sienią. Później zaczęto budować dodatkową izbę, która z czasem stała się alkierzem. Takie domy mieli małorolni chłopi. Drugi typ domu to szerokofrontowa budowla z czterema pomieszczeniami (izba, alkierz, komora i sień). Takie typ domu rozwinął się z pierwszej formy pod wpływem osadnictwa kurpiowskiego z Puszczy Zielonej. W międzywojniu pojawił się typ trzeci chałupy szerokofrontowej, która konstrukcją nawiązywała do domu pańszczyźnianego starego typu. W takim dwutraktowym domu przeciętym wzdłuż sienią na dwie części po obu stronach osi symetrii budowano po dwa pomieszczenia. Do domu wchodziło się od strony drogi przez zdobny ganek do sieni i do kolejnych pomieszczeń, a na podwórko wychodziło się przez sień z drugiej strony. Po I wojnie światowej zaczęto budować domy z cementowego pustaka. Różniły się od tradycyjnego budownictwa kurpiowskiego. Życie koncentrowało się w najważniejszym pomieszczeniu, izbie, która pełniła funkcje mieszkalną, gospodarczą, towarzyską oraz kultową, czemu służył jej podział na sfery odpowiadające tym funkcjom.

## Zajęcia ludności

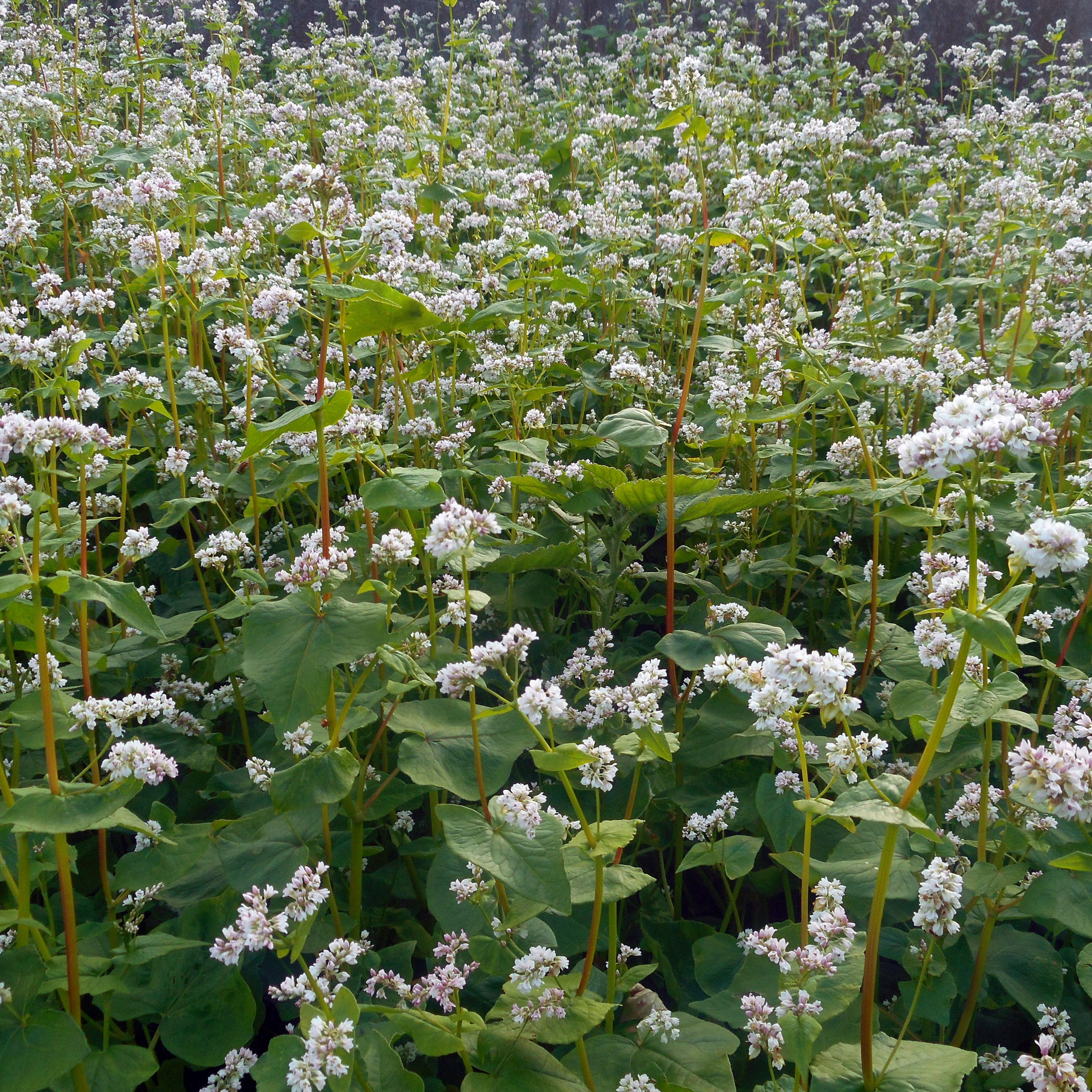
Gryka uprawiana na terenie Skansenu im. Marii Żywirskiej w Brańszczyku

W kurpiowskich wsiach Puszczy Białej dominowało rolnictwo i hodowla. Rolnictwo koncentrowało się w grupie pułtuskiej, czyli na zachodzie Puszczy Białej, a gospodarka puszczańska (myślistwo, bartnictwo, wypalanie popiołów i węgla drzewnego, smolarstwo) w grupie ostrowskiej, na wschodzie Puszczy.
We wschodniej części puszczy część ludności pracowała w smolarniach produkujących smołę drzewną i węgiel drzewny. Małorolni pracowali w potaszniach wypalających z popiołu drzewnego potaż. Uprzywilejowani bartnicy produkowali miód i wosk, które wykorzystywano w celach kulinarnych, leczniczych i w rzemiośle.
W rolnictwie popularna była trójpolówka, którą wprowadzano po uzyskaniu nowych gruntów uprawnych z wykarczowanych lasów. Do końca XIX wieku do prac polowych używano sochy i płużycy, która była prymitywnym pługiem bezkoleśnym z długą grządzielą. Wykorzystywano siłę wołów. Do końca XIX wieku używano jarzma kulowego, a później, ale i rzadziej, podgardlicowego. Po uwłaszczeniu nadal używano radła i brony oraz sochy, którą w końcu XIX wieku wyparł pług kowalskiej roboty (ameryk). W latach 20. XX wieku zastąpił go pług fabryczny. Na przełomie XIX i XX wieku pojawił się płodozmian. Upowszechniły się udoskonalone narzędzia rolnicze, które wpłynęły na zwiększenie wydajności produkcji. Uprawiano głównie żyto, ziemniaki, grykę, len i konopie oraz pszenicę, proso, owies i rzadziej jęczmień. Do roślin okopowych używano drewnianego radła z żelaznym sośnikiem. W końcu XIX wieku zostało wyparte przez radło pełne żelazne. Po II wojnie światowej wprowadzono mechaniczne koparki. Do lat 20. XX wieku brony były drewniane. Stopniowo wypierały je brony żelazne, które zostały zastąpione przez fabryczne sprężynówki (szarpaki).

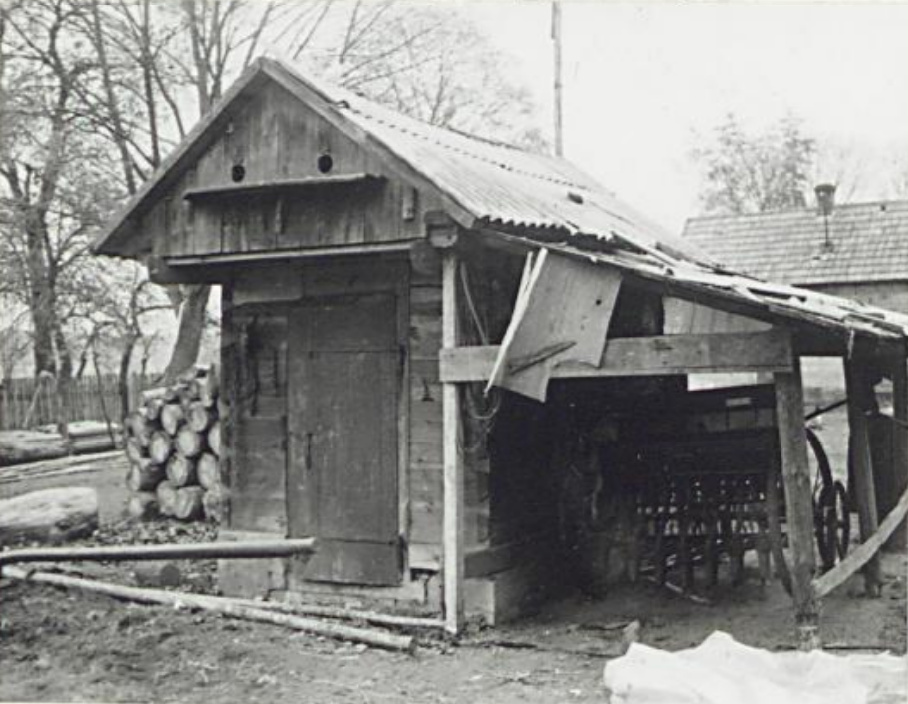
Spichlerz z 1934 w Ochudnie

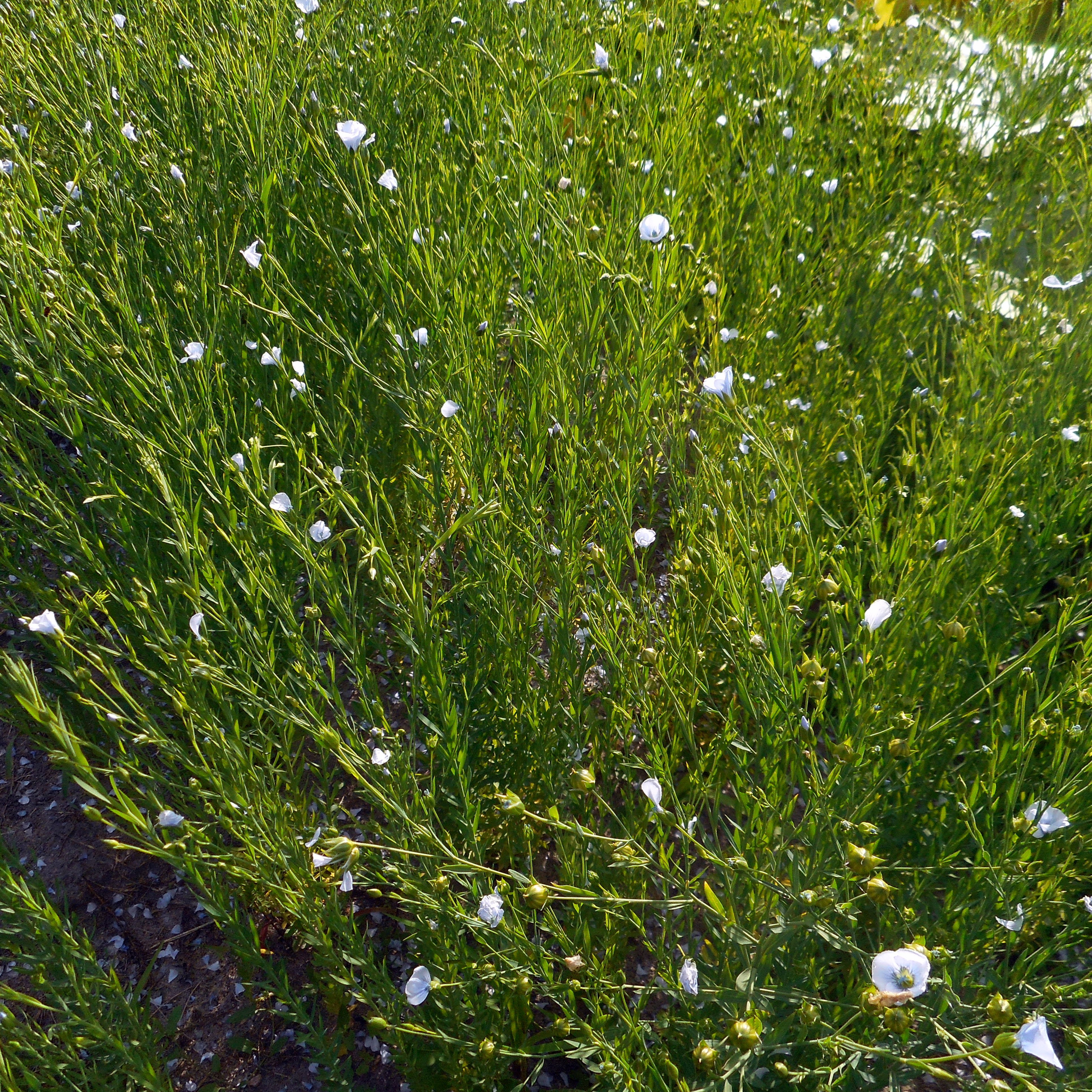
Len uprawiany na terenie Skansenu im. Marii Żywirskiej w Brańszczyku

Prace rolnicze zaczynano jesienią podwójną orką przy zasiewie żyta i pszenicy ozimej lub bronowaniem mającym przygotować ziemię pod wiosenne zasiewy. Wiosną ziemię nawożono obornikiem, mułem albo torfem zmieszanym z bydlęcym nawozem. Glebę orano i bronowano, a potem obsiewano i ponownie bronowano, by zakryć ziarno ziemią. Duże żniwa dotyczyły ścinania żyta, a następujące po nich małe żniwa to zbiór pszenicy, prosa, owsa, gryki i jęczmienia. Prace żniwne często prowadzono w ramach pomocy sąsiedzkiej. Skoszone zboże zbierano, zgarniając pokos sierpem. Zboże układano w formony, a potem w snopki, które wiązano słomianym powrósłem i pozostawiano do przeschnięcia. Następnie ustawiano je w kopki, które po kilku dniach zwożono do stodoły. Kultywowano dożynki, okrężne i oborywanie przepiórki. Do II wojny światowej zboże młocono cepami na klepisku w stodole. Później zaczęto używać kieratów obsługujących młockarnie i wialnie, a następnie maszyn elektrycznych. Po młócce oddzielano plewy, które dodawano do karmy dla bydła i trzody chlewnej. Po wywianiu ziarno przesypywano do dłubanych kadłubków, plecionych słomianek, a później do płóciennych worków.
Za pomocą żaren i stępek zajmowano się przeróbką zboża: żyta na mąkę, jęczmienia i gryki na kaszę, a prosa na kaszę jaglaną. Większe ilości ziarna mielono w młynach. Do końca XIX wieku olej tłoczono z siemienia lnianego czy rzepaku w olejarniach, które pracowały na rzecz całej wsi. Używano kos, sierpów, a w zbiorze ziemniaków motyk. Na początku września rozpoczynano wykopki.
Na łąkach zbierano siano, które zimą służyło jako pasza dla zwierząt. Łąki zalewane wodą i użyźniane materiałem rzecznym dawały wartościowe i różnorodne trawy. Sianokosy często prowadzono w ramach pomocy sąsiedzkiej, podobnie jak wykopki. Pierwszy pokos robiono w czerwcu, drugi w końcu sierpnia. Siano ścinano kosami, suszono i stożono na łąkach, a do stodół przywożono przed pierwszymi przymrozkami. Na początku XX wieku siano zaczęto zwozić tuż po ścięciu i składować w stogach lub brogach za zagrodami.
Zwierzęta wypasano na pastwiskach bagiennych i nadrzecznych, na skoszonych łąkach, ścierniskach, ugorach i bartnych łąkach, zaś w pobliżu zagród na tzw. ogrodach. Przy obejściach pasły się konie, cielęta i drób.
Dominowała hodowla bydła rogatego (krów i do końca XIX wieku wołów), trzody chlewnej, owiec, koni i drobiu (kury, kaczki, gęsi). Na przełomie XIX i XX wieku ze związku z rezygnacją z wołów zwiększyło się pogłowie koni i krów. Po 1918 spadła ilość hodowanych owiec na rzecz krów i trzody chlewnej. W związku z tym spadało też użycie wełny do własnych wytworów zastępowanych gotowymi surowcami z miast (bawełna, wełna, włóczka). Zwierzęta dokarmiano zimą sianem, sieczką ze słomy zbóż, gotowanymi ziemniakami z otrębami. Oprócz prac gospodarskich konie służyły też do transportu i wyjazdu do kościoła, na targ itp.

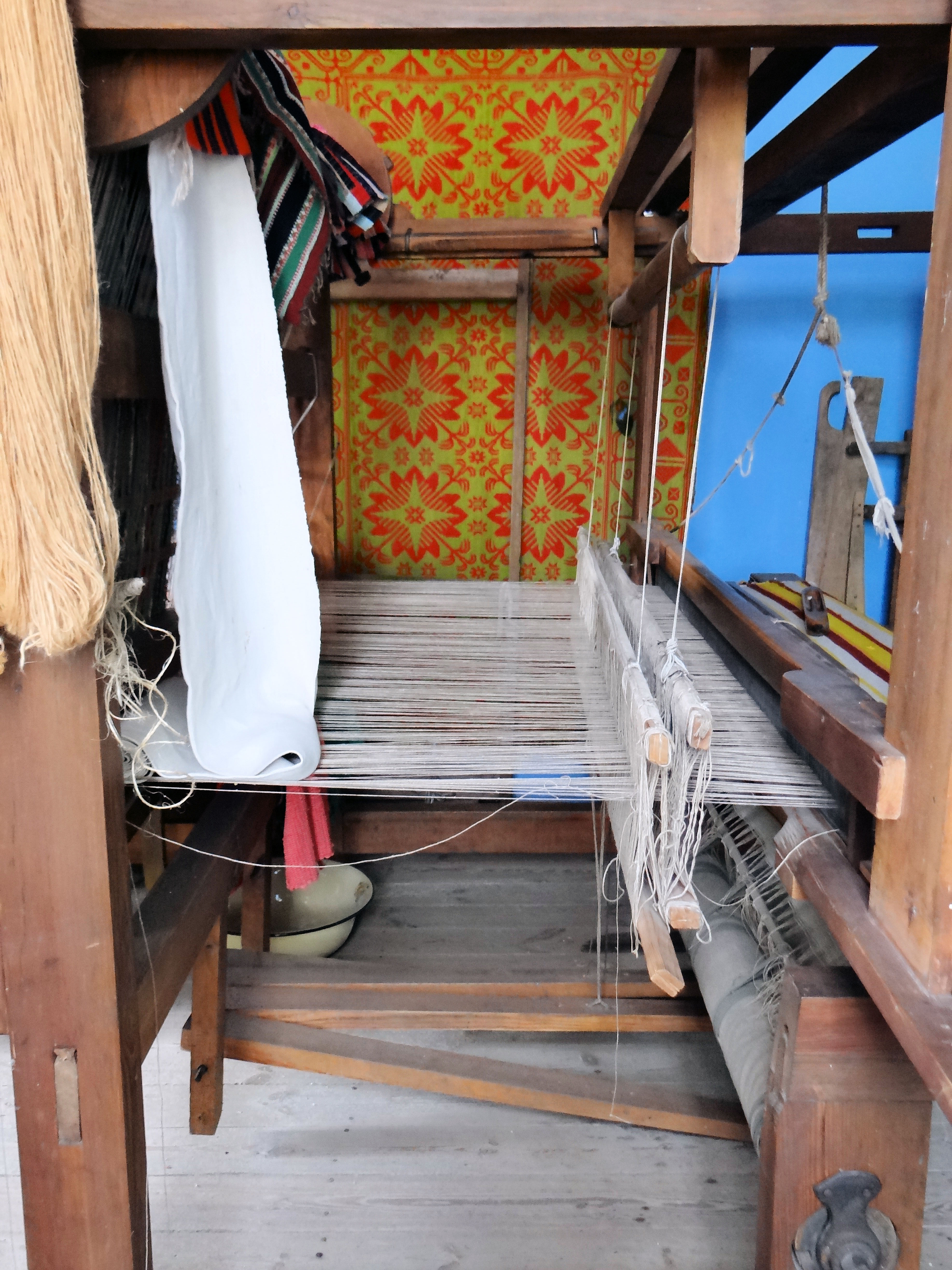
Krosna w Kuźni Kurpiowskiej w Pniewie (dwuosnowowy dywan)

Ważną gałęzią gospodarstwa domowego było tkactwo oraz obróbka wełny, lnu i konopi. Len zbierano w połowie sierpnia, następnie młócono, moczono i suszono. Potem włókna tarto na cierlicy i klepano klepadłem na kadłubkach lub stołkach. Po wyczesanie lnu drucianymi szczotkami nabitymi na deskę powstawały różnej jakości włókna. Z nich na kołowrotku przędzono przędzę, z której na domowych warsztatach tkano tkaniny na worki, płachty, nakrycia, koszule, fartuchy, pościel i odzież. Włókna konopne służyły do wyrobu powrozów lub postronków. Z nici tkano płótno na worki lub grube płachty. Wiosną lub jesienią strzyżono owce. Runo dzielono na pasma i gręplowano żelaznymi szczotkami. Później upowszechniły się gręplarnie. Wełnę przędzono na kołowrotku, a powstałe nici przenoszono na warsztat tkacki poziomy (krosna). Wytwarzano na nim tkaniny lniane, lniano-bawełniane, wełniane na lnianym lub bawełnianym postawie, wełniane oraz włóczkowe. Powstawały worki, sienniki, ubrania, pościel, fartuchy, buronki, ręczniki, kiecki, obrusy itp. Zdolniejsze tkaczki, ale też rzemieślnicy miejscy, wytwarzali dwustronne buronki i dwuosnowowe dywany. Stopniowy zanik ubioru ludowego zbiegł się z upowszechnieniem sprowadzanych z miast tkanin fabrycznych, choć uprawa lnu i tkactwo przetrwały do II wojny światowej.
Mniej rozpowszechnione były powroźnictwo, którym zajmowali się mężczyźni i małe miejskie warsztaty, oraz plecionkarstwo, które nie wymagało specjalnego zestawu narzędzi ani umiejętności. Na podmokłych terenach zbierano wiklinę, witki wierzbowe i trzcinę, z których wyplatano kosze, siedziska do krzeseł itp. Było to zajęcie osób starszych i ubogich gospodarzy. Kosze wyplatano również z korzeni sosny, świerku i jałowca.

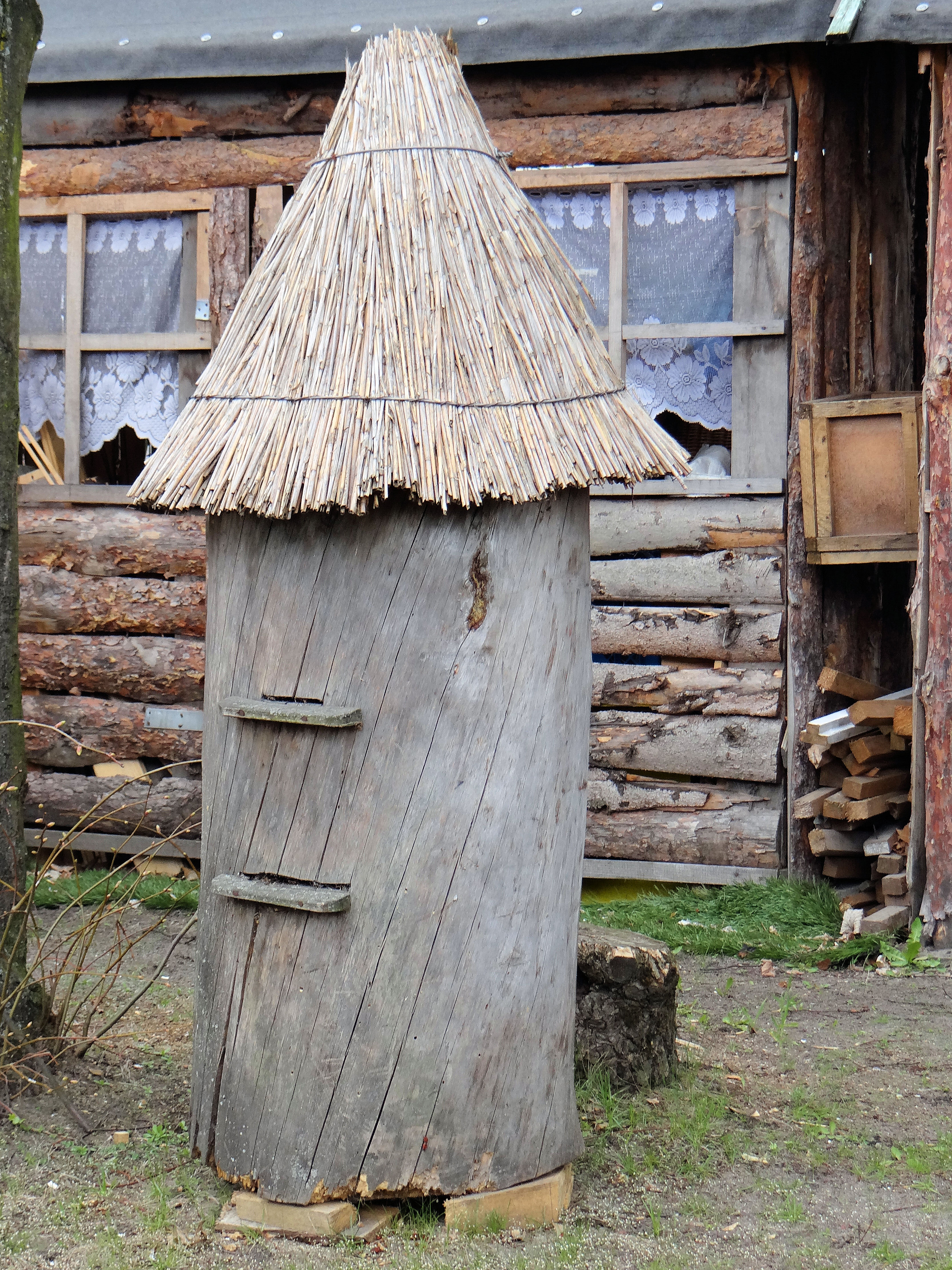
Ul kłodowy na terenie Kuźni Kurpiowskiej w Pniewie

Po upadku bartnictwa od I połowy XIX wieku rozwijało się pszczelarstwo. Każdy gospodarz miał kilka stojących kłód zasiedlonych przez pszczoły, zastąpionych później przez ule skrzynkowe. Miód podbierano raz w roku. Pozyskiwano też wosk.

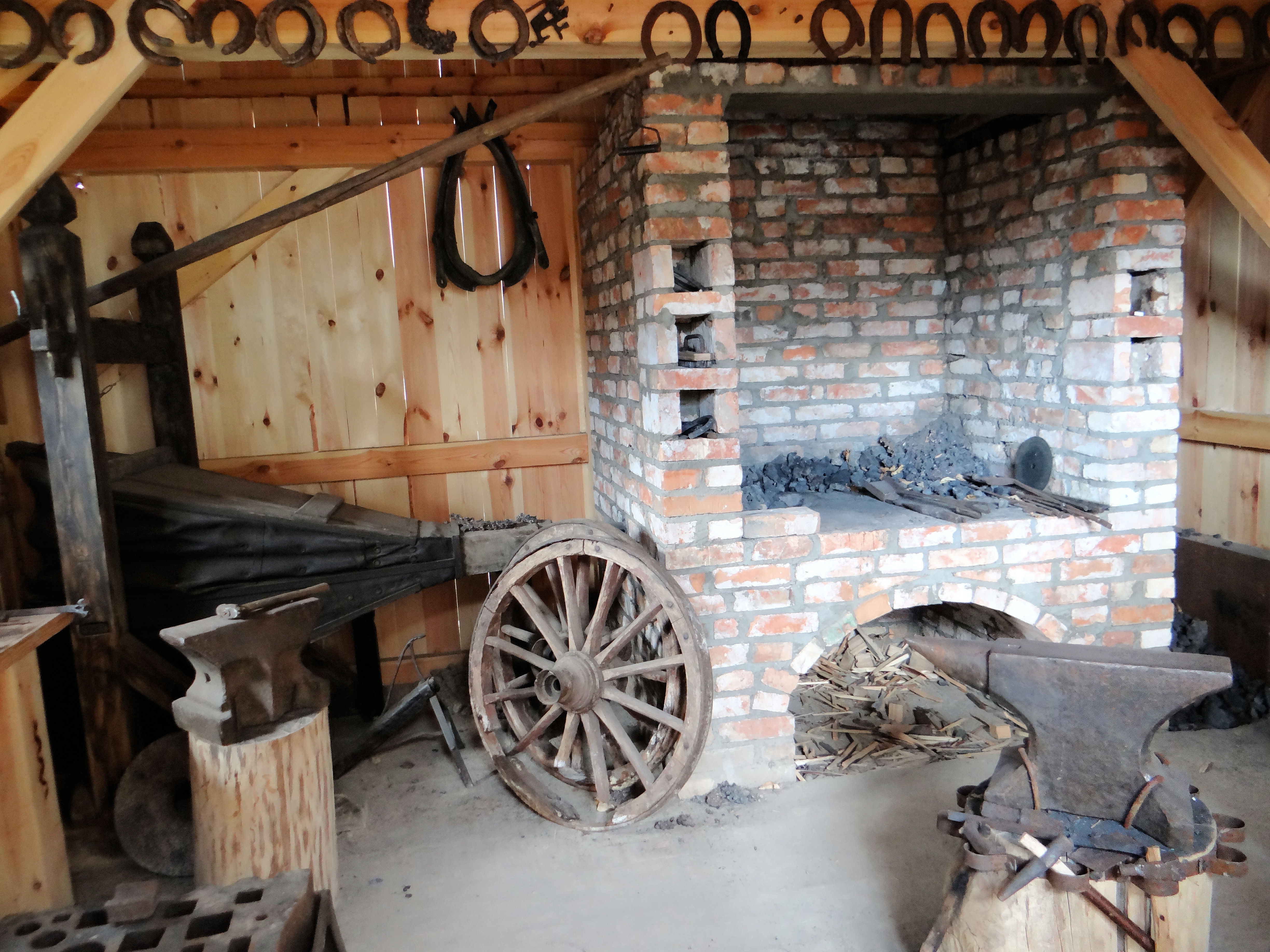
Wnętrze kuźni w Pniewie

We wsiach mieszkali i pracowali kowale, młynarze, karczmarze, bednarze, stolarze, kołodzieje, garncarze, cieśle i inni rzemieślnicy. Dla jednych rzemiosło było dodatkiem do rolnictwa i hodowli zwierząt, dla innych stanowiło podstawę utrzymania. Małorolni chłopi i biedota wiejska pracowali sezonowo przy zajęciach pozarolniczych: wyrębie lasu, zwózce drewna, pomocy bogatszym gospodarzom, wyrobie narzędzi rolniczych. Dzięki temu wsie kurpiowskie w Puszczy Białej były samowystarczalne. Większość potrzeb zaspokajano w obrębie najbliższej rodziny lub we wsi. Z ośrodków miejskich sprowadzano specjalistyczne narzędzia rolnicze i ceramikę. Wytwarzano ją w Pułtusku, Ostrowi Mazowieckiej, Wyszkowie i Serocku.
Dodatkowym zajęciem było rybołówstwo. Zajmowali się nim głównie małorolni chłopi mieszkający nad rzekami. Łowiono m.in. szczupaki, leszcze, jazie, liny, rapy, sandacze, węgorze i płocie. Używano różnych rodzajów sieci i łodzi, które wykonywano samodzielnie. W niektórych wsiach, które położone były nad rzekami, rolnictwo łączono z flisactwem. Sezonowość zajęcia sprawiała, że zajmowała się nim ludność bezrolna lub małorolna. Flisactwo dominowało we wsiach położonych nad Bugiem, gdzie mogły działać załogi z retmanami. Zajęcie to zaczęło zanikać po I wojnie światowej w związku z wyniszczeniem puszczy rabunkową gospodarką zaborców i okupanta niemieckiego.
Życie rodzinne i społeczne regulowały normy i wzory zachowania przekazywane z pokolenia na pokolenie, co wpływało na wypełnianie przypisanych ról zależnych od wieku, płci i pozycji społecznej osoby. Zajęcia wymagające większego nakładu sił wykonywali mężczyźni (uprawa roli, wyrób narzędzi i przedmiotów drewnianych, budowa zagród, remonty). Kobiety również pracowały na roli, zajmowały się też uprawą ziemniaków, zbiorem siana oraz obróbką lnu i konopi. Były gospodyniami domowymi, opiekowały się dziećmi, pracowały przy zwierzętach, w ogrodzie i sadzie, prowadziły domową wytwórczość (tkanie, szycie, dekoracje, plastyka obrzędowa). Pełniły rolę wychowawczyń dzieci, w czym wspierali je mężowie i dziadkowie. W pierwszych latach życia dzieci spędzały czas pod opieką matki, z czasem pomagając jej we wszystkich czynnościach domowych i gospodarczych. Tradycyjnie dzieci wypasały bydło i drób. Nastoletnie dziewczęta uczyły się wszystkich prac w gospodarstwie domowym, a chłopów przygotowywano do prowadzenia własnego gospodarstwa przez naukę zajęć rolniczych i hodowlanych, obróbki drewna, myślistwa, rybołówstwa i bartnictwa (potem pszczelarstwa). Dziadkowie pomagali w lżejszych pracach gospodarczych, przekazywali wiedzę i tradycje.
Po II wojnie światowej migracja wielu młodych ludzi do miast, poszukiwanie nowych źródeł dochodu poza rolnictwem i ciążenie w kierunku miasta wpłynęły na przeobrażenia społeczno-gospodarcze. Zmieniły się wzory postępowania, a nowy system wartości wpłynął na zelżenie konserwatyzmu w obyczajowości. Modernizowano narzędzia i sprzęty rolnicze, które wypierane były przez wyroby fabryczne. Artykuły rękodzielnicze zastępowano wyrobami miejskich rzemieślników. Zanikał samowystarczalny charakter wsi i powiązania istniejące od dawna między jej mieszkańcami. W II połowie XX wieku pod wpływem rozwoju szkolnictwa i placówek kulturalno-oświatowych, jak również rozwoju sieci usługowo-handlowych i środków masowego przekazu, zmienił się sposób myślenia jednostki. Stała się niezależna od wspólnoty, a przy tym świadoma pochodzenia.

## Kultura materialna i folklor

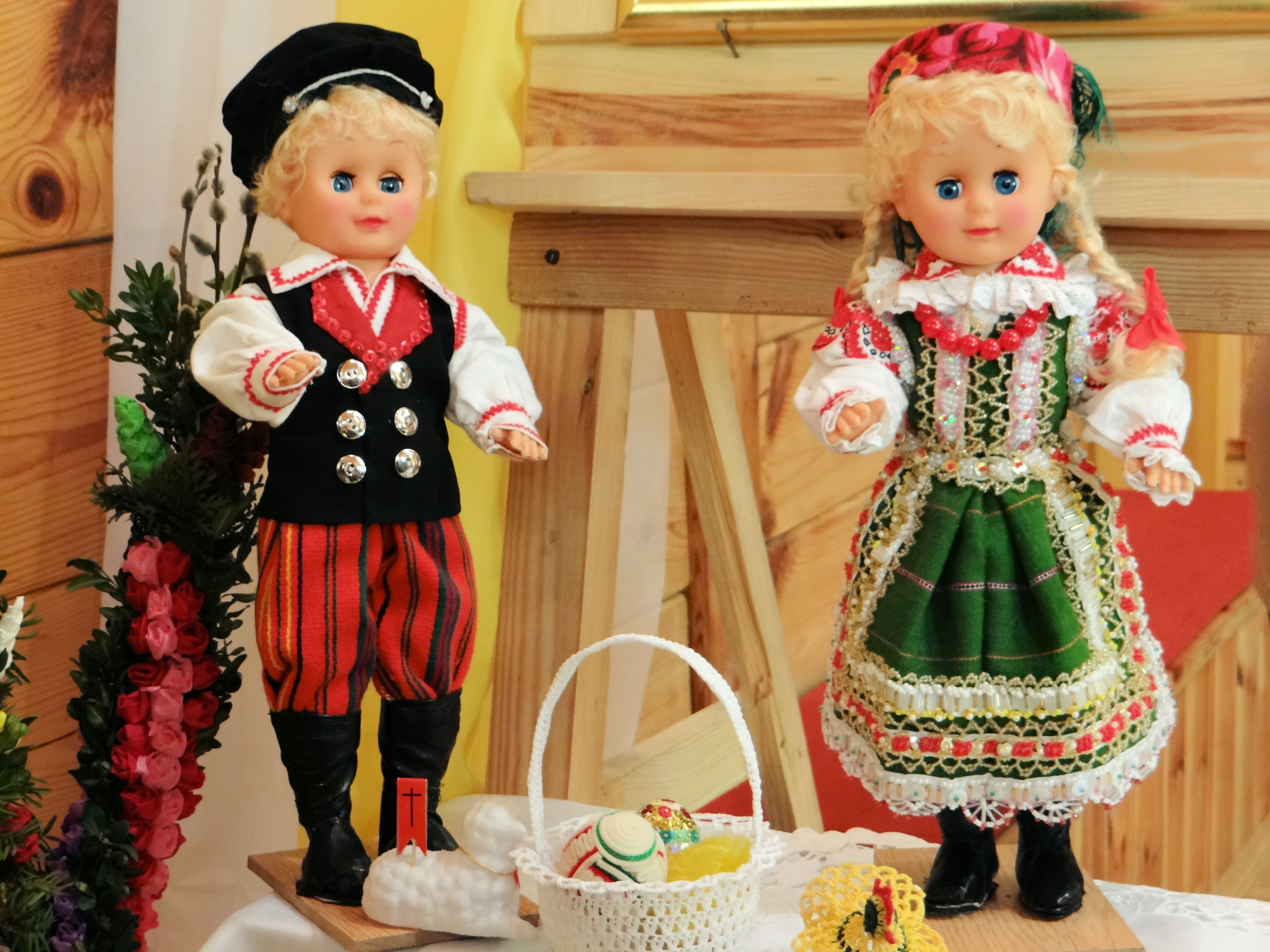
Lalki w strojach kurpiowskich Puszczy Białej

Wincenty Szydlik uważał, że utożsamianie kultury kurpiowskiej, która trafiła do Puszczy Białej i ją wzbogacała, jedynie z wytworami kultury materialnej (wycinanki, hafty, ozdoby domu takie jak pająki), to spłycenie i zubożenie zjawiska. Osadnicy kurpiowscy świadomie lub nieświadomie przekazali rdzennej ludności puszczy dobra swojej kultury materialnej, czyli sposób budowania i ozdabiania domów oraz kulturę duchową (pieśni, obrzędy, zwyczaje, etykę pracy i moralność), jednocześnie korzystając z kultury, którą zastali. Kurpie mieli przynieść odmienną od występującej w Puszczy Białej hierarchię wartości (prostota, życzliwość, silne poczucie własnej wartości). Zachowaniu wspólnoty norm, postaw i wzorów zachowania sprzyjały naturalne granice (rzeki, lasy i tereny bagienne).

### Kultura materialna
W ramach rzemiosła i rękodzieła wytwarzano przedmioty, których używano w gospodarstwach domowych. Pełniły też funkcję dekoracyjną. Najbardziej charakterystyczne dziedziny sztuki ludowej i rękodzieła Kurpiów Białych to tkactwo, stroje, hafty, rzeźba, ceramika, budownictwo, wyroby plecionkarskie i wikliniarskie oraz plastyka obrzędowa.

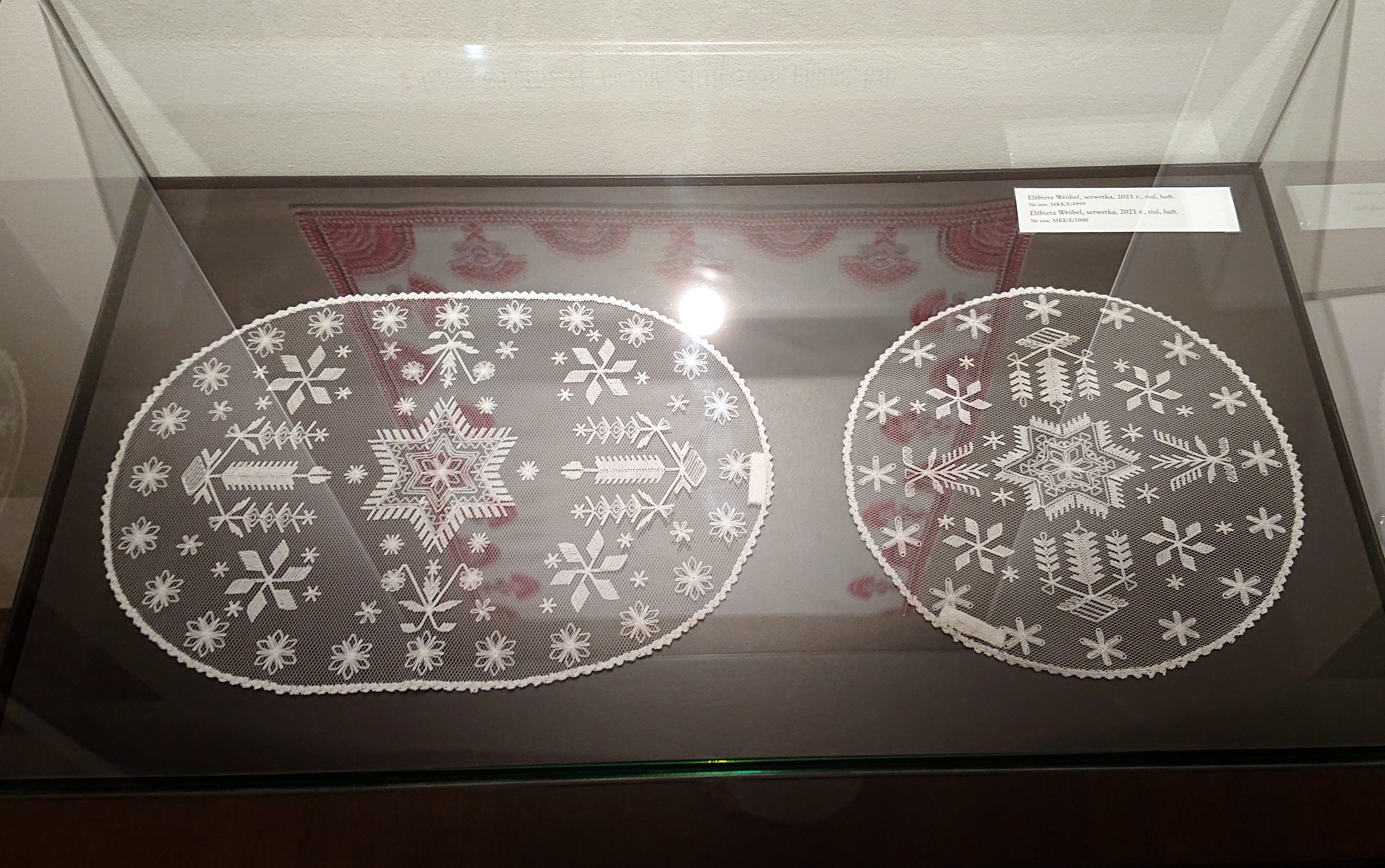
Serwety haftowane na tiulu na wystawie Hafciarka ręczna w Muzeum Kultury Kurpiowskiej w Ostrołęce

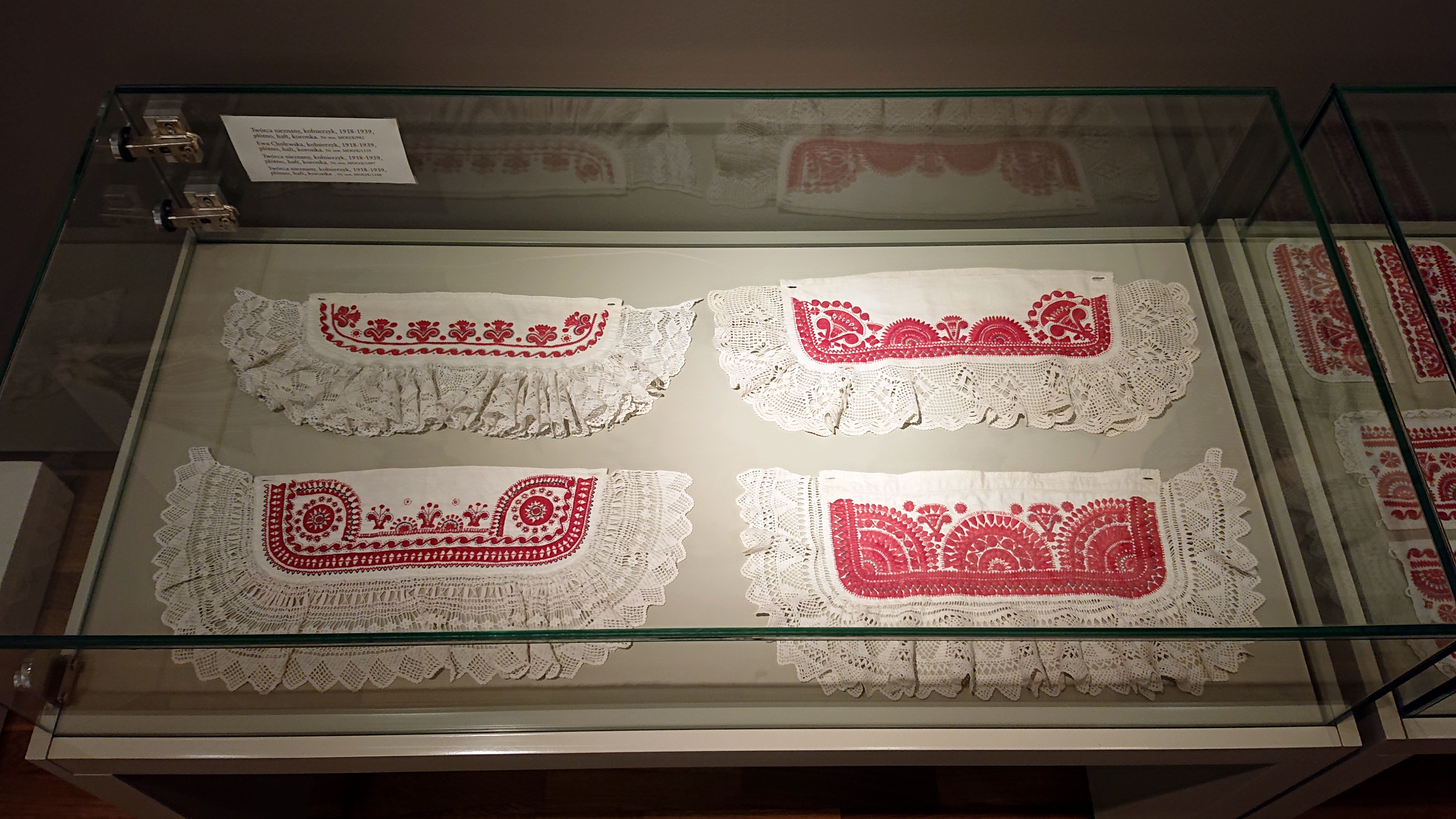
Haftowane kołnierze na wystawie Hafciarka ręczna w Muzeum Kultury Kurpiowskiej w Ostrołęce

Dawniej powszechnym rękodziełem Kurpiów Białych było tkactwo. Niemal w każdym domu był warsztat tkacki (krosna). Tworzono tkaniny płócienne i wełniane w pasy i kraty. W Puszczy Białej dominował kolor zielony. Tkania uczono się w domach poprzez obserwację starszych kobiet. Tkaniny płócienne przeznaczano na ręczniki, a wełniane na lnianej osnowie na kiecki. Tkactwem dawniej zajmowały się m.in. Teresa Jabłońska ze Starego Mystkówca i Anna Grzywacz z Nowych Wypychów.
Z upływem czasu coraz wyraźniejsze były różnice między częściami Puszczy Białej: pułtuską i ostrowską, co wyrażało się także w strojach. Ta druga była wcześniej określana jako wyszkowsko-ostrowska.
Kurpianki Białe wypracowały dwa rodzaje haftu: na tiulu, zwany białym, oraz kolorowy na białym lub szarym płótnie za pomocą czerwonej i czarnej muliny. Haft biały o zgeometryzowanych i podporządkowanych strukturze materiału wzorach (szlaczki, listki i gwiazdki) był wykonywany białą nicią na bawełnianym tiulu i zdobił czepki. Haft czerwony i czarny występowały jako zdobienie stroju ludowego. Z czasem wzory używane na koszulach kobiet i mężczyzn przeniesiono na obrusy i serwety. Wykorzystywano następujące ściegi: stębnówka, dziurkowany, zygzakowy i łańcuszkowy. Powstawały wzory: zielka, półkola, łapki, pieski i kuloski. Haft kurpiowski Puszczy Białej został zauważony i doceniony w międzywojniu, a potem dzięki Cepelii. Spółdzielnia zamawiała u lokalnych twórczyń koszule, chustki, czepce oraz galanterię stołową (obrusy, serwetki, bieżniki). Do lat 50. XX wieku na potrzeby Cepelii powstawały firany, obrusy, bieżniki na ławę, wstawki do poduszek, komplety serwetek, ozdobne fartuszki. Hafciarstwo pozwalało na utrzymanie wielu rodzin. Hafciarki prezentowały efekty swojej pracy w muzeach, na jarmarkach i festynach. Były nagradzane i wyróżniane na szczeblach regionalnym i ogólnopolskim.
Rzeźba to dziedzina sztuki, która w Puszczy Białej nie wykształciła specyficznych cech. Formy i tematyka dzieł zależały od zdolności artysty, jego wrażliwości i dostępności materiałów. 

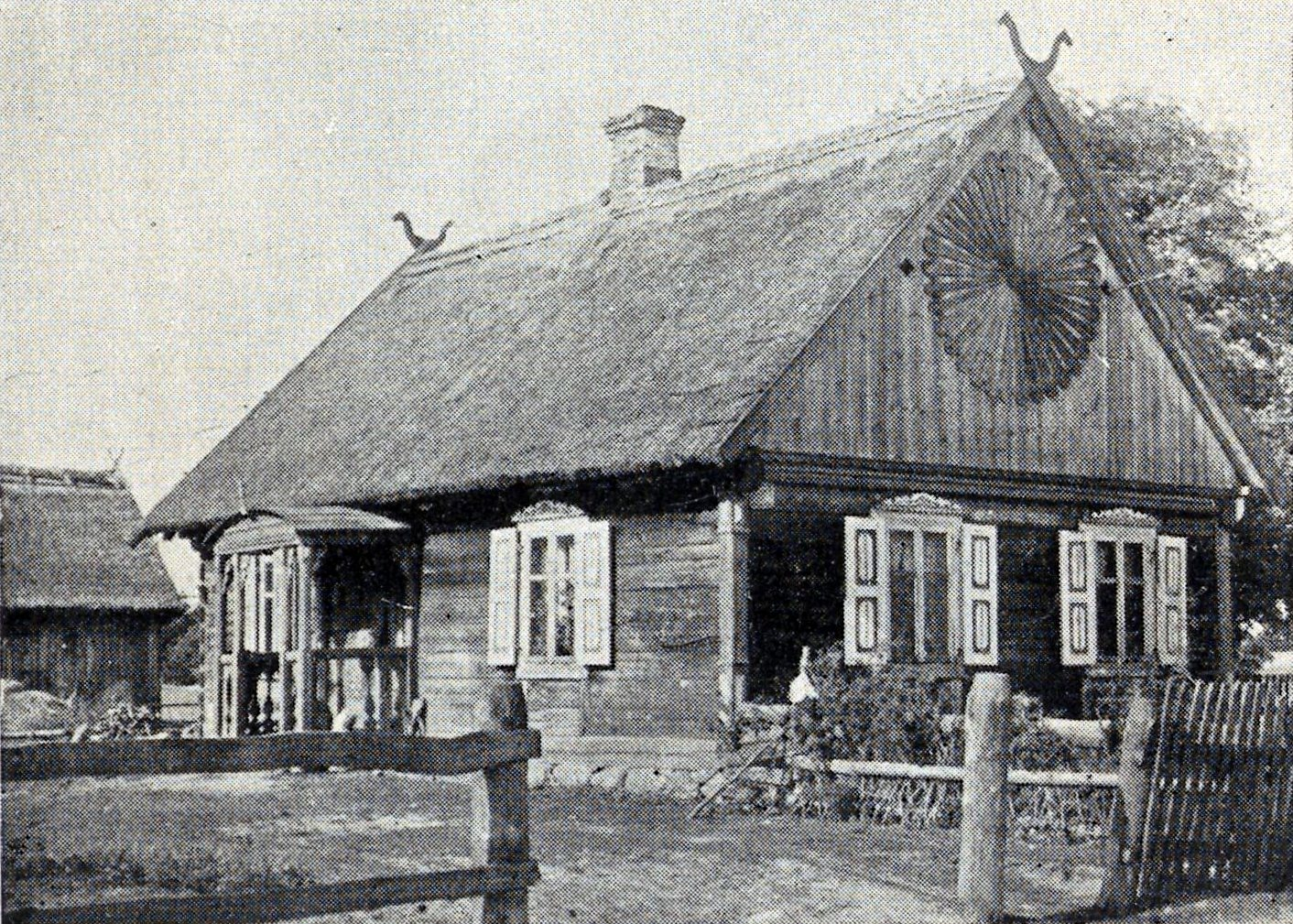
Dom w Dąbrowie przed 1939

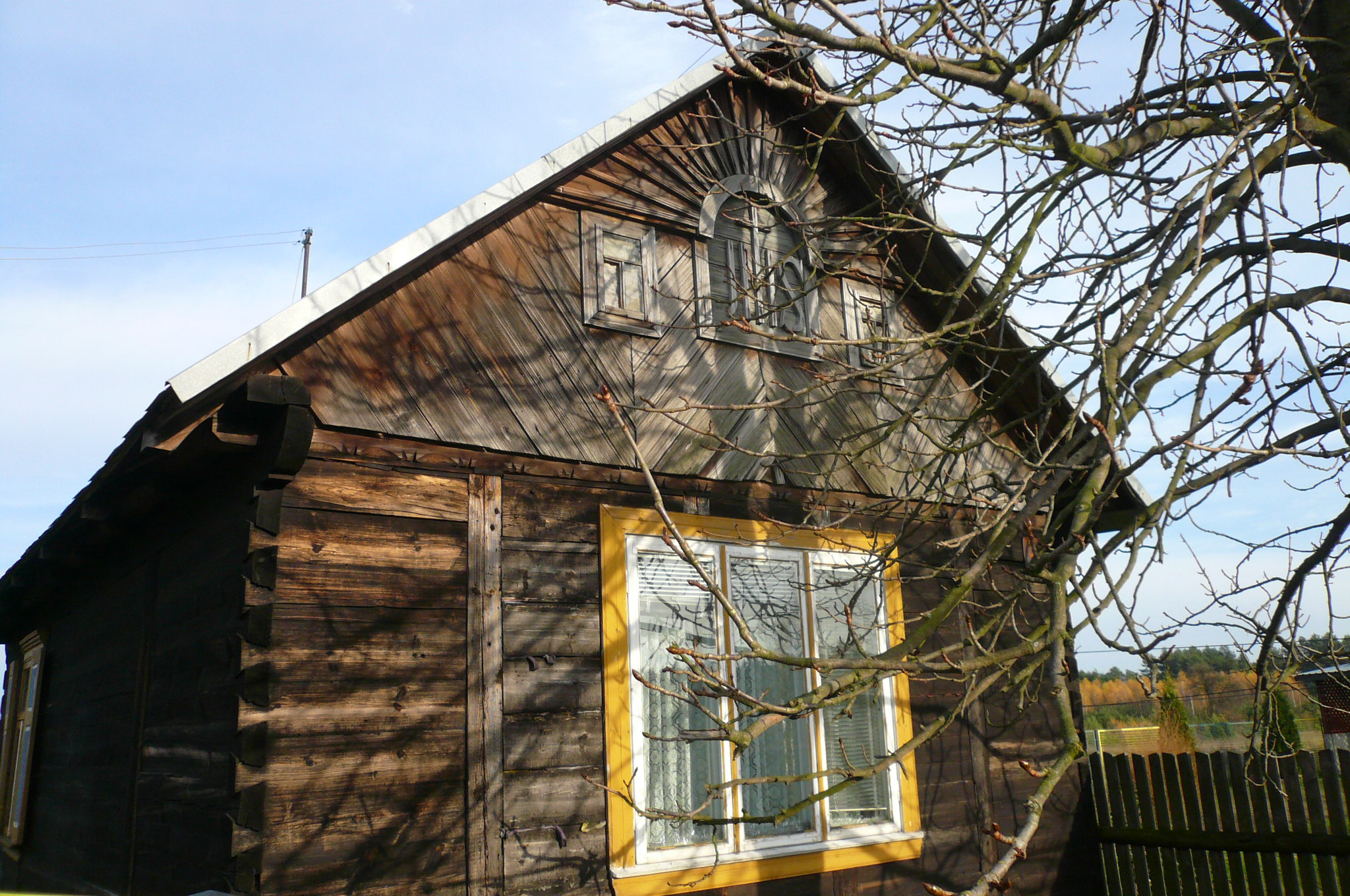
Szczyt domu w Sieczychach

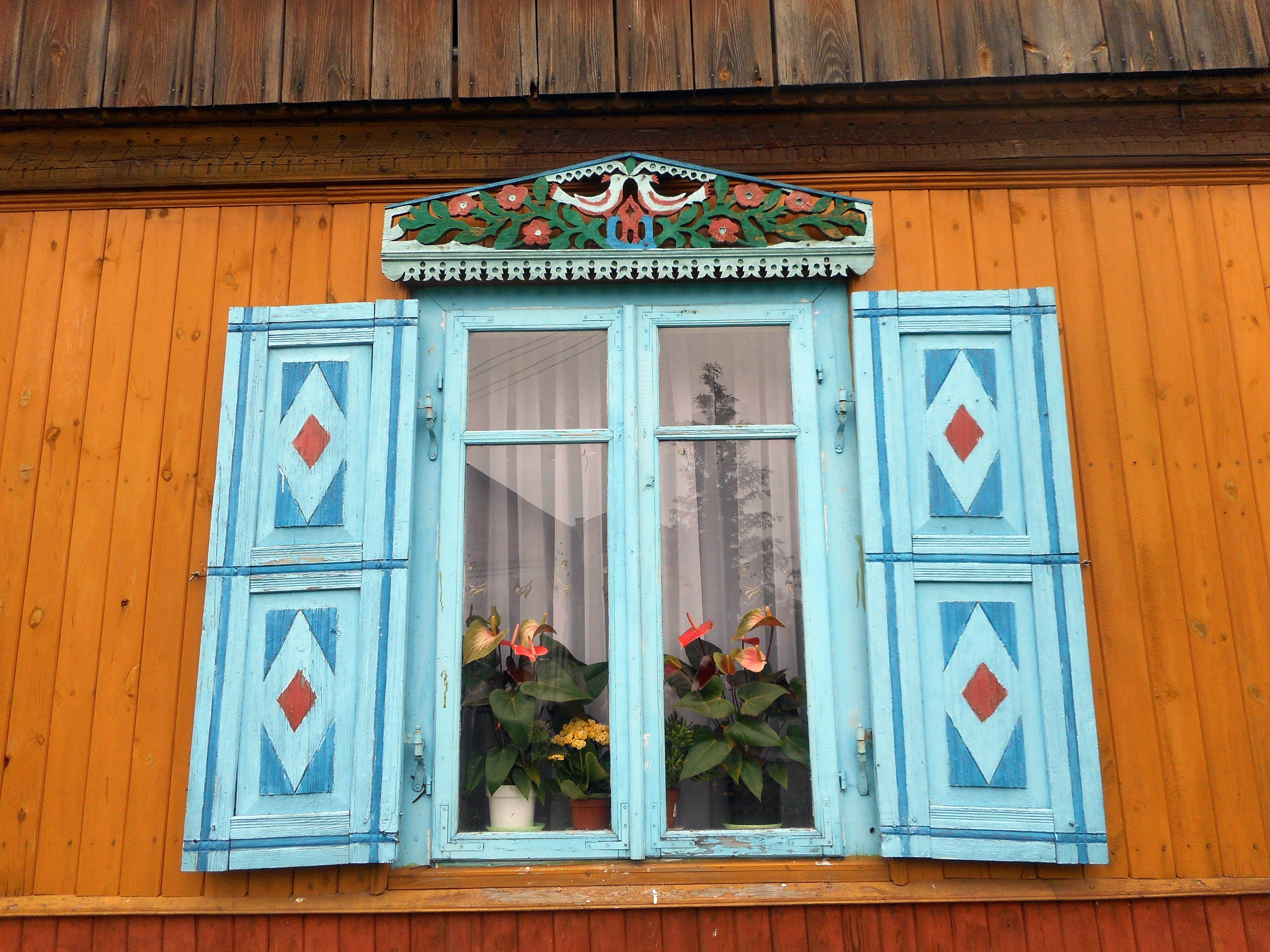
Okno domu w Rząśniku

Charakterystycznymi elementami kultury materialnej Puszczy Białej były też budownictwo i zdobienia w drewnie. Budując dom, na kamieniach układano podwaliny. Potem wprowadzono podmurówkę z cementu, cegły lub cementowych pustaków. Ściany zrębu stawiano z belek łączonych na węgłach na obłap albo na rybi ogon. Belki zrębu i ściany szczytowej wystawały nieco ponad lico domu. Ich końce ozdobnie profilowano. Dachy domów były dwuspadowe, kładzione w konstrukcji krokwiowej i kryte słomą. Po 1918 w budowie większych domów zaczęto stosować stołek, który podpierał krokwie i wpłynął na zmianę zdobnictwa szczytów. Na kalenicy dachu układano kilka par cienkich skrzyżowanych żerdzi (koźlin). Po 1918 dachy zaczęto kryć gontem lub wiórami. Bogatsi gospodarze stosowali dachówkę. Drzwi i okna osadzano w przygotowane wcześniej otwory, które wycinano w zrębie domu. Równie często ustawiano je w stojakach, łącząc konstrukcję zrębową z sumikowo-łątkową. Początkowo osadzano okna dwuskrzydłowe o 4 lub 6 szybach. Na początku XX wieku upowszechniły się okna dwudzielne i trójdzielne. W trójdzielnych wyznaczano u góry małe poprzeczne okienko, które uchylano. Drzwi były jednoskrzydłowe z podwójną warstwą desek. Drzwi dekorowano różnej długości deszczułkami układanymi w geometryczne wzory i ćwiekowanymi za pomocą gwoździ o dużych łebkach. W budowanych później domach szerokofrontowych drzwi były dwuskrzydłowe z części łączonych płycinami, zdobione i malowane. W miarę zwiększania trudności w zdobyciu drewna domy budowano z cieńszego drewna, przez co nie zapewniały takiego ciepła jak starsze i szybciej wilgotniały. W związku z tym domy zaczęto szalować. Na początku XIX wieku pojawiło się bogate zdobnictwo domów. Rozkwit tej sztuki przypadł na lata 30. XX wieku. Ozdoby snycerskie, które pokrywały naroża, gzymsy nad- i podokienne, szczyty dachów, wiatrownice, drzwi i ganki, były niezwykle różnorodne. Ściana szczytowa domu była najbardziej zdobiona jako reprezentacyjna. Szczyty zdobiono deskami układanymi w różnorodne motywy geometryczne: romby, trójkąty, kwadraty, jodełkę. Wycinane ażurowo deski chroniące zewnętrzne poszycie dachów (wiatrówki) w miejscu przecięcia, na kalenicy, przyjmowały postać śparogów. Przypominały głowy końskie, baranie i ptasie lub rogi zwierzęce. Koronkowe gzymsy nadokienne zwano korunami. Kiedy pojawiły się domy szerokofrontowe ustawione dłuższą ścianę do drogi, zaczęto bogato zdobić ganki.
Wystrój domu zależał do zamożności gospodarza. Początkowo wszystkie przedmioty wytwarzali gospodarze, z czasem wyposażenie wzbogacano wyrobami rzemieślników wiejskich lub małomiasteczkowych. Służyły temu lokalne jarmarki i targi. Przedmioty dekorowano popularnymi wzorami. Do wyposażenia domów należała m.in. skrzynia, a później kufer, w którym trzymano odświętne ubranie, bieliznę, serwety, zapasy płótna, ozdoby, dewocjonalia, dokumenty i pieniądze. W izbach znajdowały się szafki na naczynia, zydle, stołeczki i stoliki wykonywane przez gospodarzy lub wiejskiego stolarza. W połowie XIX wieku w zachodniej części Puszczy Białej (grupa pułtuska) upowszechniły się krzesła wytwarzane w miastach. Ich siedziska wyplatano z bagiennej trzciny zwanej rokiciną. W bogatszych chatach stały komody, kredensy i szafy. W alkierzu stały łóżka i ślabany (wąskie ławy z oparciem i skrzynią, której wieko pełniło rolę zdobionego i profilowanego siedziska).

Wnętrza izb zdobione były kwiatami z bibułki i kompozycjami z suszonych i nierzadko farbowanych zbóż, ziół i kwiatów. Dekorowano nimi głównie tzw. święty kąt, ustawiano je przy figurach świętych i obrazach. Kwiatki z cienkiej bibuły mocowano na drucie. Wykonywano również konstrukcje z bibułkowych kwiatów i słomy, które miały zasłonić zniszczone ramy obrazów. 

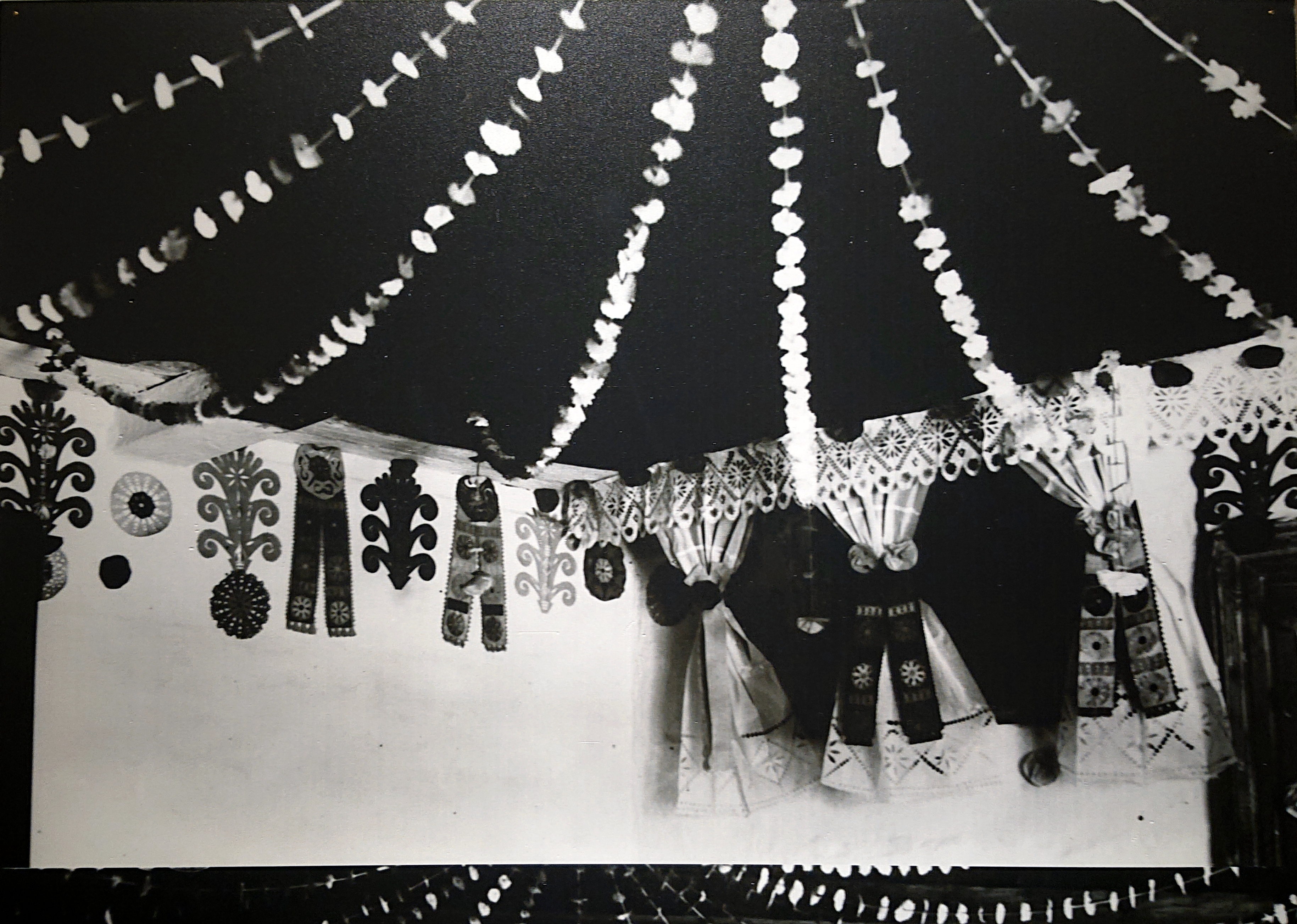
Chata w Puszczy Białej zdobiona wycinankami i pająkiem

Pomieszczenia dekorowano wycinankami. Wycinankarki z Puszczy Białej, aktywne szczególnie we wsi Dąbrowa i Pniewo, tworzyły na własny użytek i sprzedawały rękodzieło tylko lokalnym odbiorcom. To pozwoliło na zachowanie tradycyjnych form i pierwotnej funkcji wycinanki. Wydzielamy dwie kategorie wycinanek z Puszczy Białej: jednobarwne (często w formie zielka) oraz kolorowe nalepianki w formie kółek. Nalepianką jest też typowa dla Kurpiów Białych wstęga nazywana portkami. Występują kompozycje figuralne. Dominowała czerwień, zieleń i żółć. Wycinankarstwo ożyło po II wojnie światowej wraz ze wsparciem Cepelii, natomiast po jej upadku pojedyncze wycinankarki nie były w stanie zapewnić ciągłości tradycji.
W dziedzinie plastyki obrzędowej wyróżniają się oklejanki (jajka wielkanocne zdobione sitowiem i muliną). Ten typ zdobnictwa wykonywały lub nadal wykonują Halina Witkowska z Leman oraz Maria Chmielewska i Julianna Puławska z Pniewa-Kolonii. Powstają też palmy wielkanocne z gałązek borówki, bazi i trzciny oraz kwiatów z bibuły. Na dożynki przygotowuje się wieńce z suszonych zbóż, suszonych i czasem farbowanych kwiatów oraz ozdobnych traw. Kompozycje ozdabia się wzorami z haftu białokurpiowskiego, przedstawieniami świętych udekorowanymi girlandami z jarzębiny, owoców i warzyw. Przed Bożym Narodzeniem tworzono laleczki, aniołki i kwiatki z bibuły, waty i kleju. Powstawały wielokolorowe kwiatki zawieszane na choinkach i harmonijkowe łańcuchy przeplatane słomą. W okresie bożonarodzeniowym ze słomy i bibuły tworzono pająki, ozdoby zawieszane pod sufitem. Taką działalnością zajmowała się m.in. Julianna Puławska, potem jej uczennica Halina Witkowska.

### Kultura duchowa
Gwara kurpiowska w Puszczy Białej jest podobna do gwary z Puszczy Zielonej. Należy do gwar mazowieckich. Charakteryzuje się mazurzeniem, szadzeniem, ciakaniem, asynchroniczną wymową spółgłosek wargowych miękkich (p’, b’, f’, w’, m’) i ich miękkością w wygłosie, co prowadzi do używania słów typu pśwo, bźały, źater, Kurpś, scaź. Inna też bywa fleksja, która objawia się w bierniku liczby pojedynczej rzeczowników żeńskich (zawołaj gospodynią, wystrojiła sia w nową suknią), dopełniaczu liczby pojedynczej rzeczowników męskich (nie z tego brzega, zleciał ze stoła), zmianie rodzaju gramatycznego (więzień zamiast więzienie, brzytew zamiast brzytwa), celowniku liczby pojedynczej rodzaju męskiego (dzieciakoju zamiast dziecku, psoju zamiast psu), narzędniku liczby mnogiej (rękamy, nogamy, pazuramy, jile to roboty z teni dzieciani), pierwszej osobie liczby mnogiej (przejdziem, jidziem) oraz drugiej osobie liczby mnogiej (kręcita sia, zbierajata sia, jak mata, to dajta). Pojawiają się też odrębności słownikowe, czyli wyrazy właściwe tylko temu terenowi, jak np. wardęga – bydło, dobytek; sigać – rzucać; usamotać – ujarzmić, jak również zapożyczenia z języka niemieckiego (np. sipa –rodzaj łopaty, glaca – łysina, szperać po kątach, śuber – nieślubne dziecko, reja – długi i płytki dół na ziemniaki) i rosyjskiego (np. wsio, podchodzi zamiast pasuje, chadziaj, sobaka).

## Kurpie Biali w badaniach naukowych i świadomości społecznej

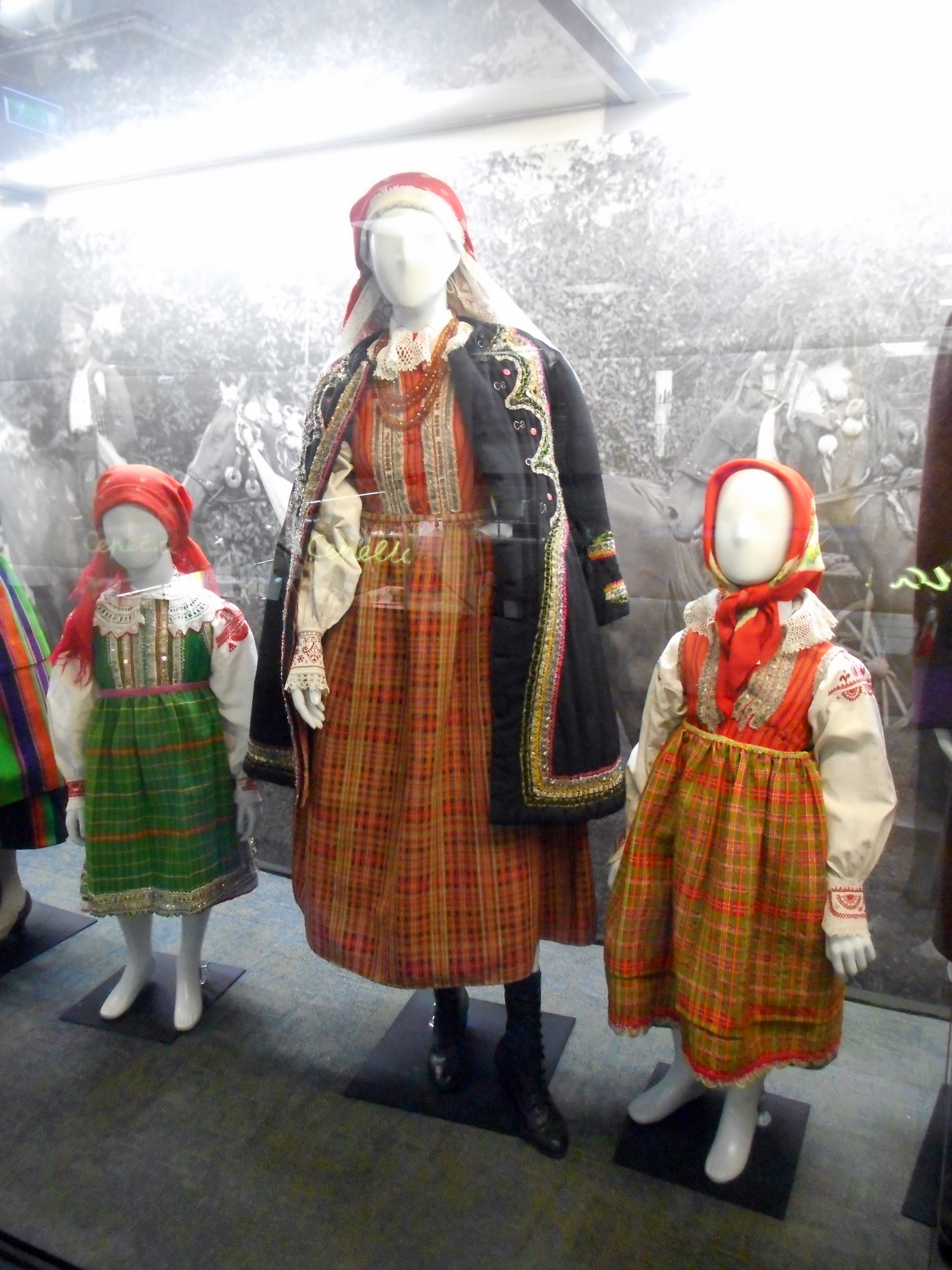
Stroje kurpiowskie z Puszczy Białej na wystawie w Państwowym Muzeum Etnograficznym w Warszawie

W 1842 Kazimierz Władysław Wójcicki pisał o Kurpiach mieszkających w Puszczy Białej. Oskar Kolberg również wspominał o Kurpiach Białych, prezentując zwyczaje zaobserwowane we wsiach: Białebłoto, Długosiodło, Ochudno, Porządzie, Pniewo, Przetycz. O Kurpiach z Puszczy Białej pisał Adam Chętnik oraz Ludwik Krzywicki. Obaj jednak wspominali o nich na marginesie badań nad Puszczą Zieloną. W Geografii historycznej ziem dawnej Polski Zygmunta Glogera z 1900 pojawia się wspomnienie o Puszczy Biskupiej i wyznaczenie jej granic. Adam Fischer zaznaczył, że Kurpie mieszkali w dwóch puszczach: Zielonej i Białej. W międzywojniu Janina Orynżyna, Helena Schrammówna i Józef Grabowski badali sztukę ludową Kurpiów Białych.

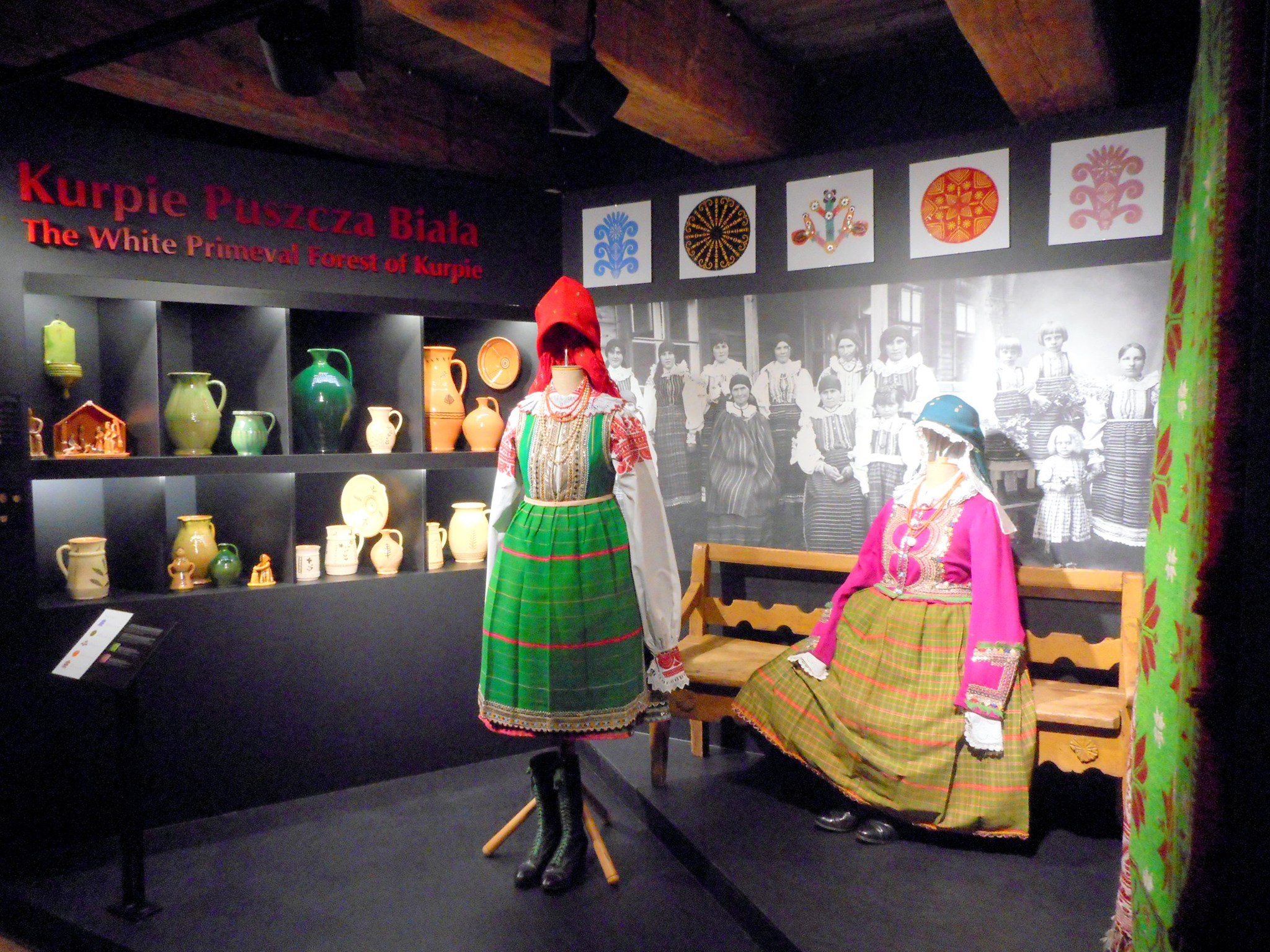
Ekspozycja poświęcona Kurpiom Białym w Muzeum Mazowieckim w Płocku

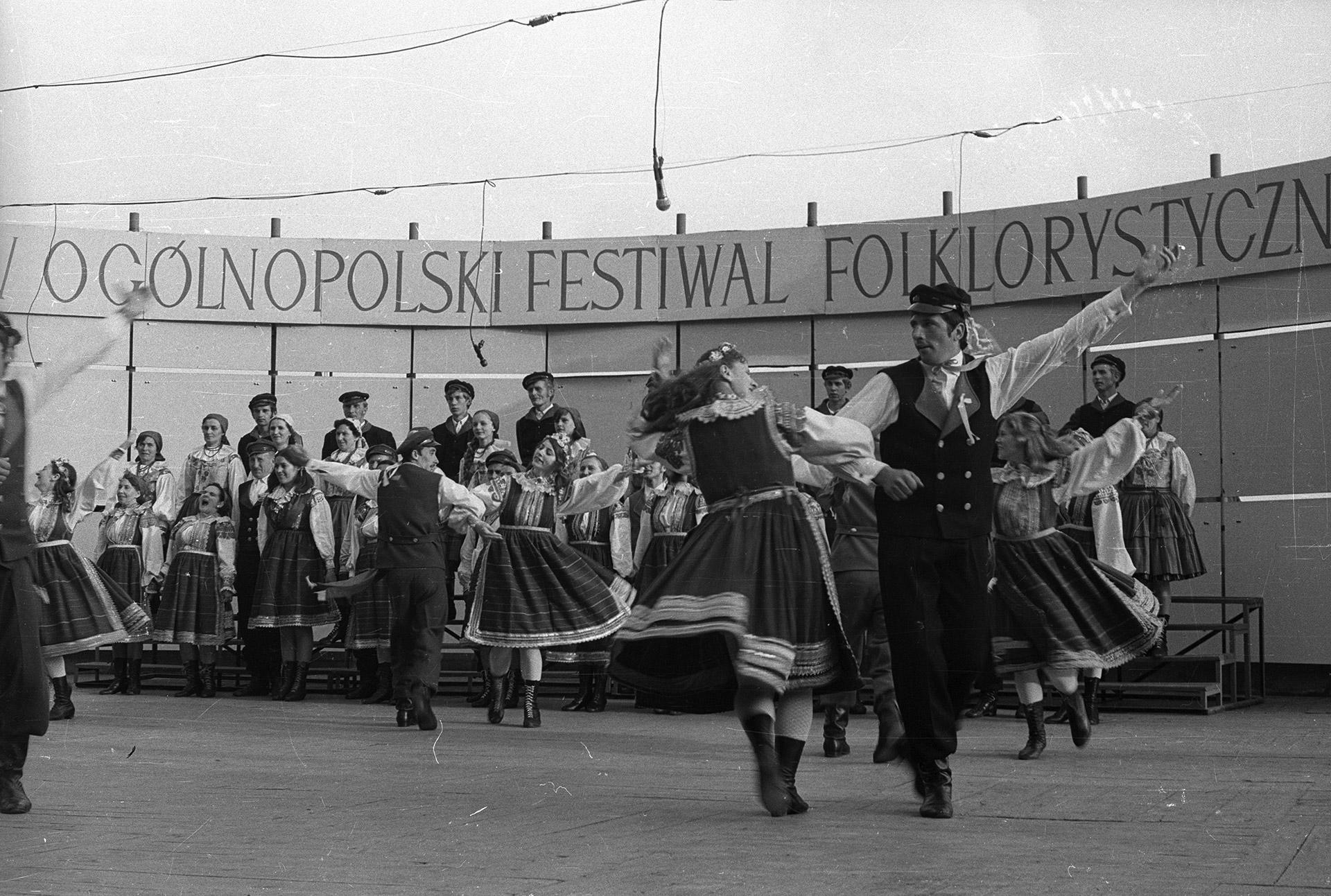
Zespół Pieśni i Tańca „Puszcza Biała” z Obrytego na V Ogólnopolskim Festiwalu Folklorystycznym w Płocku, 1971

Od początku XX wieku wydawano pocztówki z elementami kultury materialnej (strój, wycinanka) albo widokami z Puszczy Białej czy architekturą miast na jej obrzeżach, co wpływało na zwiększenie społecznej świadomości o istnieniu Kurpiów Białych. Popularyzacji kultury ludowej Kurpiów Białych służyły też wystawy, z których wiele organizowano w Pułtusku, np. w 1929 i 1949.
Już przed I wojną światową zaczęto gromadzić wytwory kultury materialnej Kurpiów Białych w celach badawczych i wystawienniczych. Taki materiał etnograficzny zbierała Jadwiga Wierniewicz z Obrytego, a w okresie międzywojennym m.in. Maria Żywirska i Wanda Modzelewska. Ich kolekcje zniszczyła II wojna światowa.
W okresie międzywojennym zainteresowano się elementami kultury tradycyjnej, co wspierało istniejące wzorce i zapobiegało ich zanikaniu. Zainteresowanie wynikało z tworzeniem na polskich uniwersytetach katedr etnografii oraz mapami grup etnograficznych, które wówczas tworzono. Kurpie Biali pojawili się w podręcznikach etnografii. Wspominali o nich m.in. Kazimierz Moszyński (Kultura ludowa Słowian), a po II wojnie światowej – Józef Gajek, pod którego redakcją powstawał Polski Atlas Etnograficzny. Badania nad Kurpiami Białymi prowadzili etnografowie i etnografki z różnych ośrodków naukowych, m.in. z Katedry Etnologii i Antropologii Kulturowej Uniwersytetu Warszawskiego, Katedry Etnografii Uniwersytetu Łódzkiego czy studenci i studentki uczestniczący w Międzyuczelnianych Obozach Etnograficznych. W okresie powojennym historię i kulturę Kurpiów Białych opisywano w ogólnych opracowaniach dotyczących sztuki i rzemiosła ludowego oraz czasopismach, szczególnie w „Polskiej Sztuce Ludowej”. Informacja o Kurpiach Białych mieszkających w okolicach Broku pojawiła się w Etnografii Polski Jana Bystronia. O historii Puszczy Białej wspominała Zofia Chrzanowska w tekście opublikowanym w 1961 w „Literaturze Ludowej”. Wśród powojennych badaczy i badaczek Kurpiów Białych warto wymienić Wandę Modzelewską, Romana Reinfussa, Eugeniusza Frankowskiego, Zofię Cieślę-Reinfussową, Aleksandra Błachowskiego i Annę Damroszową. Najważniejszą badaczką i popularyzatorką historii i kultury Kurpiów Białych była Maria Żywirska. Wyniki badań przedstawiała w artykułach naukowych. W 1952 w serii Atlasu Polskich Strojów Ludowych opublikowała zeszyt dotyczący stroju kurpiowskiego Puszczy Białej. W 1973 wydała monografię regionu jako podsumowanie wieloletnich badań prowadzonych jeszcze przed II wojną światową. Publikacja Puszcza Biała. Jej dzieje i kultura to jedyna monografia w pełni ukazująca historię i rozwój osadnictwa w Puszczy Białej. Prezentując wyczerpujący obraz, Żywirska zapoczątkowała serię wielu prac poświęconych tylko temu regionowi i ludziom tu mieszkającym.
Dużym wsparciem dla kultury materialnej Kurpiów Białych, a jednocześnie szansą na prezentację wyrobów wśród szerszego grona odbiorców niż dotychczas, była stworzona w 1936 w Gładczynie spółdzielnia kobiet. Organizatorką spółdzielni była Wanda Modzelewska. W 1938 oficjalnie zarejestrowano Spółdzielnię Kurpiowską Przemysłu Ludowego. W radzie nadzorczej instytucji byli: Wanda Modzelewska, Zofia i Jan Rostafińscy, proboszcz parafii Pniewo ks. Konstanty Lewandowski i hafciarka Marianna Jeżówna. Spółdzielnia skupiała Kurpianki Białe, które zajmowały się hafciarstwem, tkactwem, wycinankarstwem i pisankarstwem.
W 1947 spółdzielnia została zorganizowana w Pniewie w ramach Związku Samopomocy Chłopskiej. Prezeską do 1970 była Stefania Urlich. Gdy w 1949 powstała Cepelia, pniewska spółdzielnia dołączyła do Związku Spółdzielni Rękodzieła Ludowego i Artystycznego „Cepelia”. Była najstarszą z ponad 100 spółdzielni skupionych w związku. Podstawowym jej zadaniem było zachowanie rękodzieła ludowego przez opracowanie wzornictwa wyrobów i znalezienie rynków zbytu na twórczość ludową. Początkowo organizowano zbyt na haft kurpiowski Puszczy Białej. W 1956 spółdzielnię przeniesiono z Pniewa do Pułtuska. Uruchomiono produkcję ceramiki, chałupniczo wyrabiano tkaniny. Wyroby spółdzielni opierały się na tradycyjnych wzorach z powiatów pułtuskiego i wyszkowskiego. Dział ceramiki zorganizowano w warsztatach w Pułtusku i Wyszkowie. Tkactwo rozwijało się w Dąbrowie i Porządziu, produkując wyroby na zamówienie według wzornika Cepelii, z konkretnymi wymiarami na bieżniki i narzuty albo do stroju ludowego. Na hafciarstwo postawiono w Cieńszy, Pniewie, Komorowie, Mystkowcu, Wielątkach, Rząśniku i Wólce. Spółdzielnia zajmowała się też rzeźbą w drewnie oraz wycinankami. Członkowie i członkinie spółdzielni byli w niej zatrudnieni, istniała produkcja chałupniczo-nakładcza i wolny skup. Spółdzielnia zaopatrywała twórców i twórczynie w surowce i niezbędne przedmioty. Później zorganizowano też zakłady gobelinów, sumaków i kilimów oraz konfekcji. W spółdzielni zatrudniano absolwentów szkół zawodowych z Pułtuska. W 1973 zarejestrowano ją jako Spółdzielnię Pracy Rękodzieła Ludowego i Artystycznego „Twórczość Kurpiowska” w Pułtusku. W latach 1972–1990 jej prezesem był Mieczysław Waleśkiewicz, potem Maria Kozon, a w latach 1990–1991 Ewa Wiercicka. Spółdzielnia organizowała wystawy i konkursy, reprezentując region na targach i jarmarkach sztuki ludowej zarówno w kraju, jak i za granicą. Najwybitniejsi i nagradzani twórcy i twórczynie mogli dołączyć do Stowarzyszenia Twórców Ludowych. Spółdzielnia współpracowała z muzeami i szkolnymi ogniskami plastycznymi. Spółdzielnia oferowała twórcom i twórczyniom subwencje, stypendia i zapomogi. Została rozwiązana w 1991. Pozostałe wyroby rękodzielnicze przekazano do Muzeum Szlachty Mazowieckiej w Ciechanowie i Muzeum Kultury Kurpiowskiej w Ostrołęce. Zakończenie instytucjonalnej opieki nad twórczością ludową Kurpiów Białych przyczyniło się do jej zaniku.

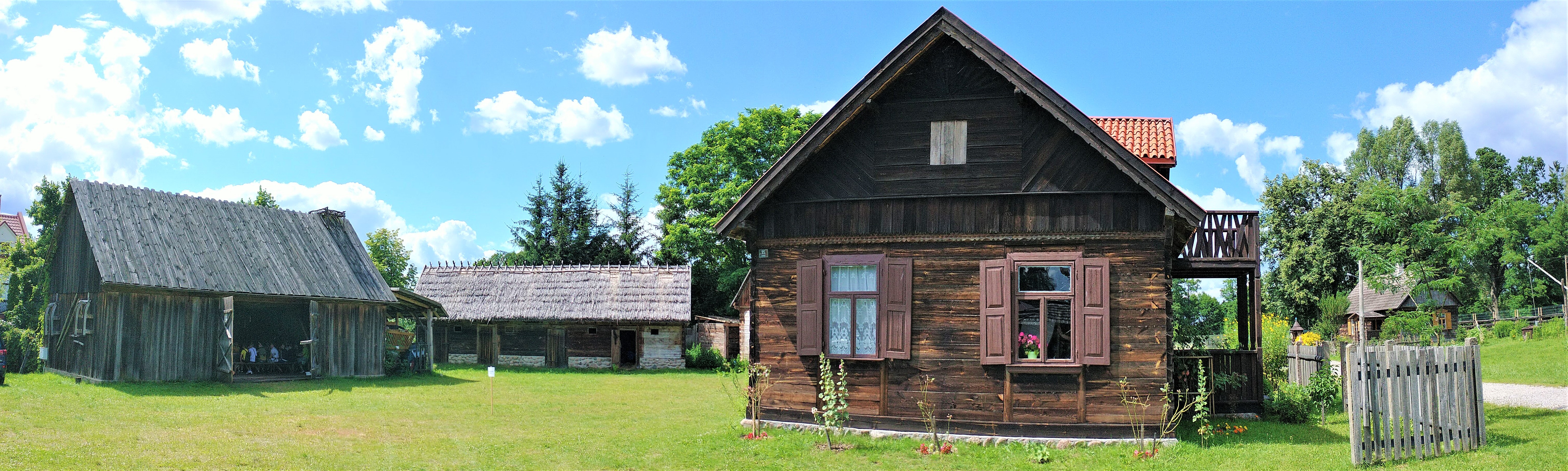
Fragment ekspozycji w Skansenie im. Marii Żywirskiej w Brańszczyku

Po II wojnie światowej działały zespoły regionalne podtrzymujące i popularyzujące folklor Kurpiów Białych: Regionalny Zespół „Cepelia – Puszcza Biała” powstały w 1979 przy Spółdzielni Pracy Rękodzieła Ludowego i Artystycznego „Twórczość Kurpiowska” w Pułtusku, Regionalny Zespół Pieśni i Tańca „Dzieci Puszczy Białej” powstały w 1980, Zespół Pieśni i Tańca „Puszcza Biała” z Obrytego. W repertuarze Zespołu Pieśni i Tańca „Golądkowo” pojawiały się utwory z Kurpi Białych. Wiele zasług w tej dziedzinie miał instruktor i choreograf Bonifacy Kozłowski. W Broku działał Zespół „Puszcza Biała”.

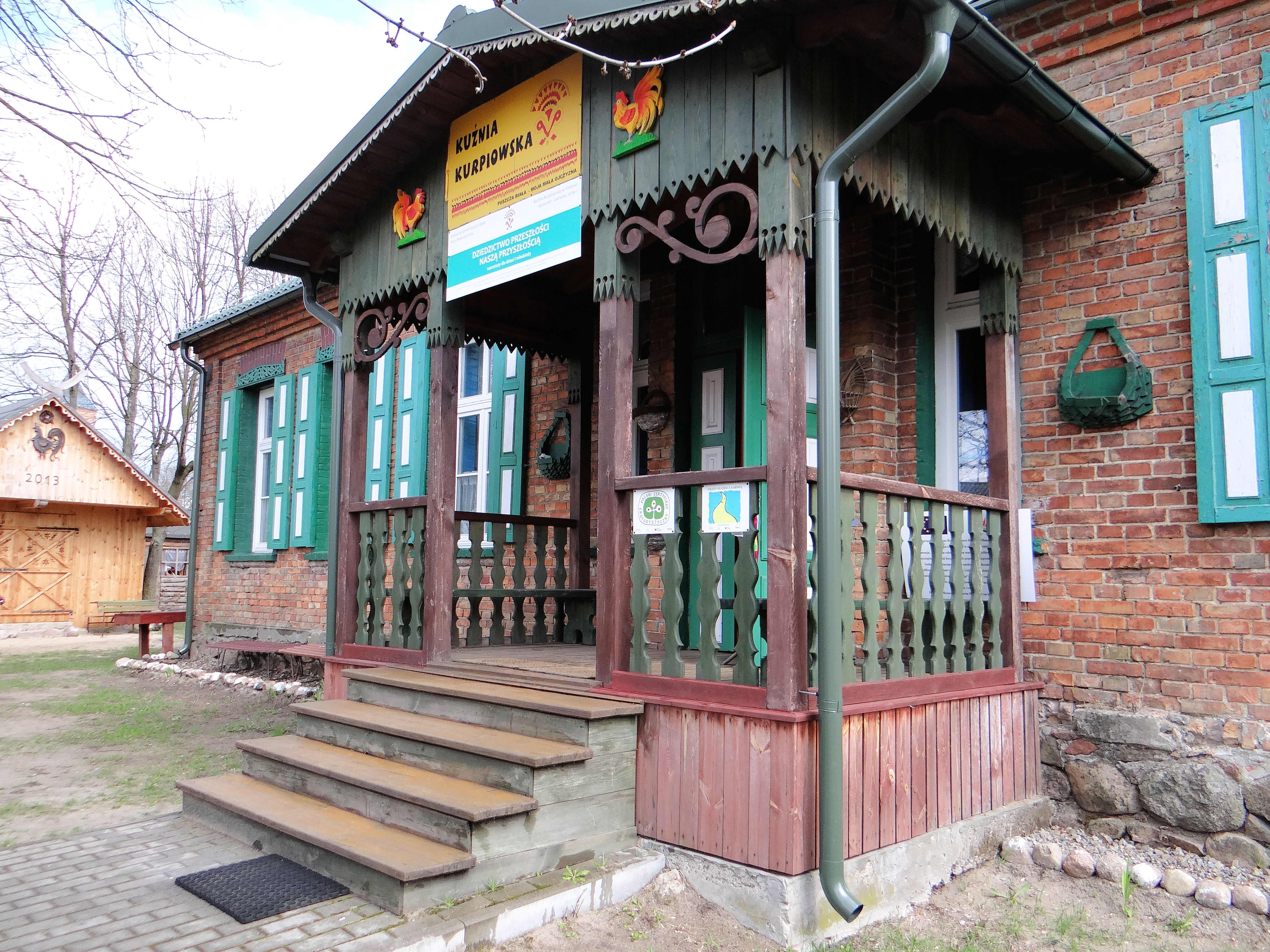
Kuźnia Kurpiowska w Pniewie prowadzona przez Stowarzyszenie „Puszcza Biała – Moja Mała Ojczyzna”

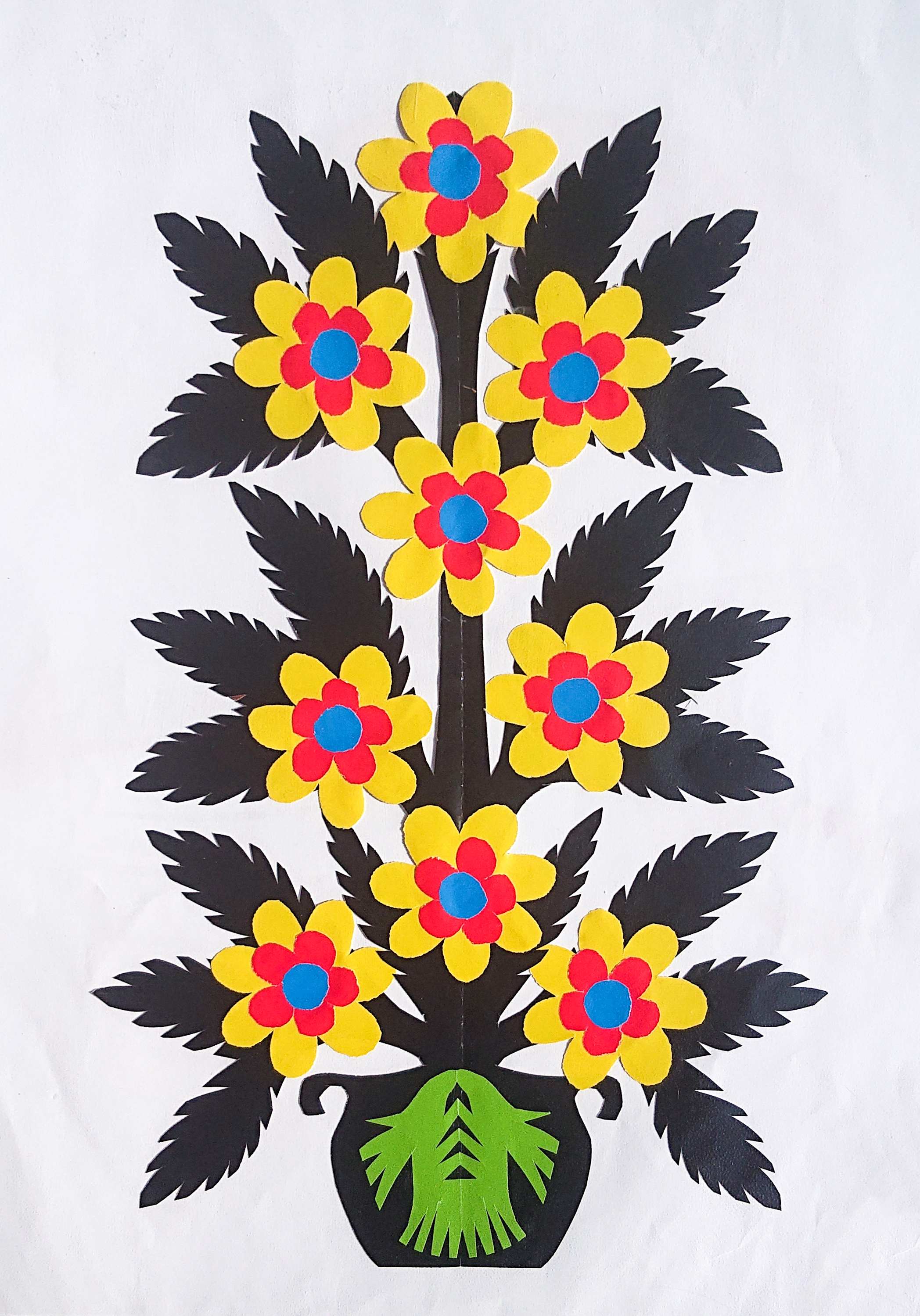
Wycinanka wykonana przez Emilię Fornalską, członkinię Stowarzyszenia „Puszcza Biała – Moja Mała Ojczyzna”

W latach 1983–1993 w domu Stefanii Seroki w Obrytem funkcjonowała Izba Regionalna. Część eksponatów przywieziono z Muzeum Kultury Kurpiowskiej w Ostrołęce, które opiekowało się placówką, część zaś stanowiły przedmioty z wyposażenia chaty jej opiekunki Stefanii Seroki, a część ofiarowali mieszkańcy Obrytego i okolicznych wsi oraz osoby odwiedzające miejsce. Kultywowaniem i zachowaniem kultury kurpiowskiej zajmuje się powstały w 1996 Związek Kurpiów, jednak poświęca on kulturze Puszczy Białej niewiele uwagi. W 2004 z prywatnej inicjatywy Henryka Słowikowskiego powstało Muzeum Etnograficzno-Historyczne w Kamieńczyku gromadzące eksponaty z Puszczy Białej. Na podobnej zasadzie działają muzeum założone przez Alicję Paradowską w Długosiodle i Muzeum Etnograficzne Andrzeja Kongiela w Prostyni. Ekspozycje prezentują głównie sprzęty rolnicze i gospodarskie. Od 2014 istnieje Skansen im. Marii Żywirskiej w Brańszczyku gromadzący budynki i przedmioty związane z historią i kulturą Kurpi Białych. Cenną rolę pełnią ośrodki muzealne: Muzeum Regionalne w Pułtusku oraz Muzeum Kultury Kurpiowskiej w Ostrołęce, a w XXI wieku Miejski Dom Kultury w Ostrowi Mazowieckiej. Ważna jest rola ośrodków lokalnych, z których najaktywniejszym jest Kuźnia Kurpiowska w Pniewie. W budynku po dawnej szkole Stowarzyszenie „Puszcza Biała – Moja Mała Ojczyzna” zorganizowało ośrodek kultury. Propagowaniem i promowaniem twórczości ludowej Kurpiów Białych zajmują się biblioteki i domy kultury (np. Pułtuska Biblioteka Publiczna im. Joachima Lelewela) oraz organizacje pozarządowe (Stowarzyszenie Przyjaciół Puszczy Białej i Kamienieckiej, Stowarzyszenie „Wspólna Przyszłość” z Leszczydołu-Nowin, koła gospodyń wiejskich). Organizowane są warsztaty artystyczne i pokazy w szkołach oraz ośrodkach kultury, nierzadko w oparciu o kalendarz obrzędów dorocznych. Odbywają się spotkania z rękodzielnikami, konkursy i wystawy. Przy szkołach zakładane są tzw. izby pamięci z wytworami kultury materialnej.
O Kurpiach Białych traktują głównie opracowania popularnonaukowe i turystyczne. Wydają je urzędy gmin lub instytucje upowszechniania kultury. Warte uwagi są opracowania: Osadnictwo kurpiowskie na Puszczy Białej Wincentego i Roberta Szydlików, Folklor muzyczny i taneczny Puszczy Białej Bonifacego Kozłowskiego, a także Wędrówki po Puszczy Białej Sylwii Słojkowskiej-Affelskiej ze zdjęciami Mariana Pokropka.
Na terenie Puszczy Białej obserwuje się też szeroki ruch społeczny animowany przez organizacje pozarządowe, szkoły i muzea, dążący do pielęgnowania, przywracania i zachowania tradycji Kurpiów Białych. Wynika to z rosnącej świadomości bogactwa kulturowego regionu i poczucia tożsamości mieszkańców i mieszkanek oraz osób pochodzących z rodzin puszczańskich.
Eksponaty związane z kulturą materialną i duchową Kurpiów Białych mają w swoich zbiorach m.in. Muzeum Regionalne w Pułtusku, Muzeum Kultury Kurpiowskiej w Ostrołęce, Muzeum Mazowieckie w Płocku, Muzeum Etnograficzne w Krakowie, Muzeum Etnograficzne w Toruniu, Muzeum Wycinanki Polskiej (w organizacji) podległe pod Konstanciński Dom Kultury, jak również lokalne placówki oświatowe i izby pamięci.

## W XXI wieku

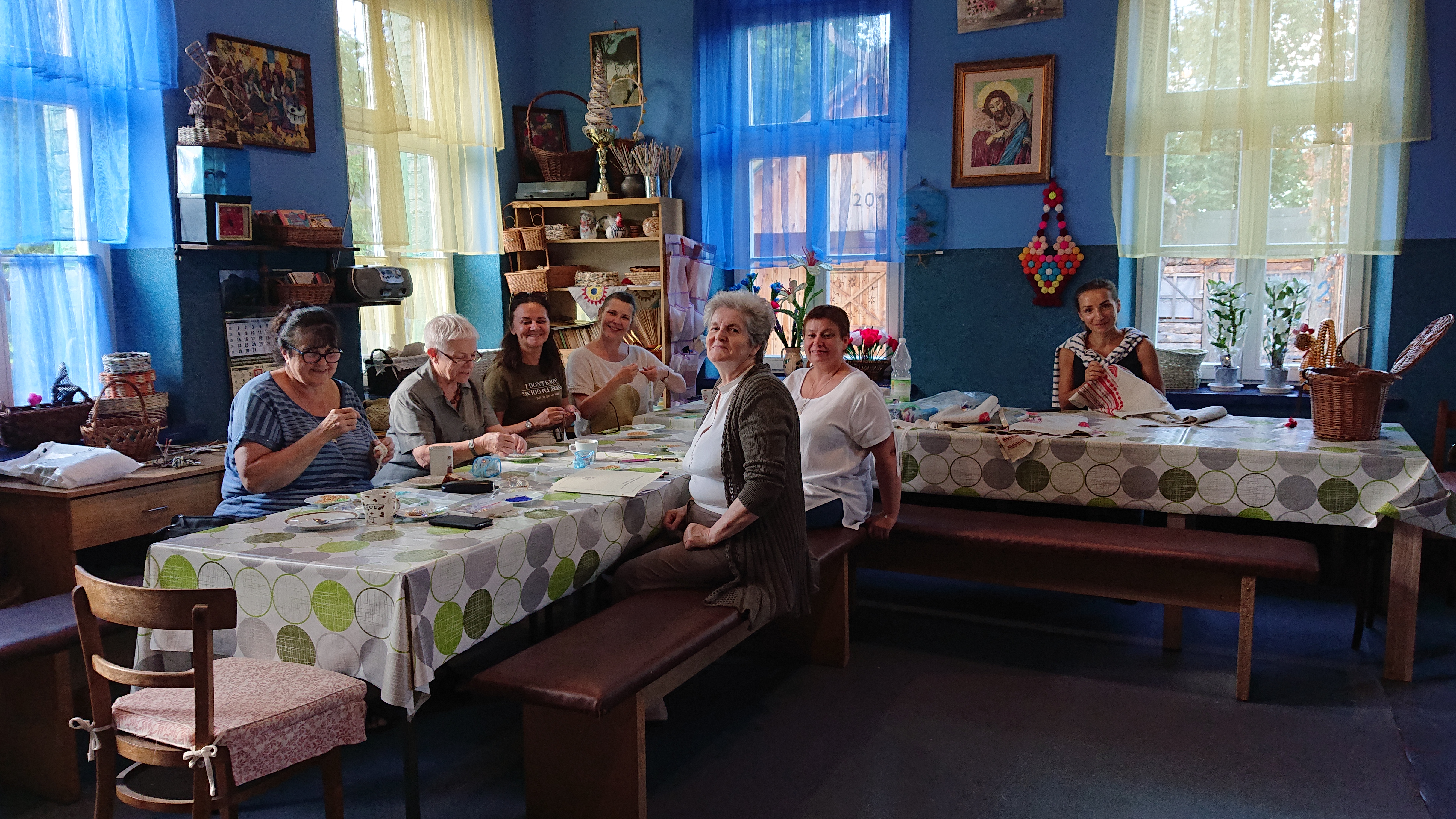
Warsztaty w ramach projektu „Zielko” realizowanego przez Stowarzyszenie „Puszcza Biała – Moja Mała Ojczyzna” w Kuźni Kurpiowskiej w Pniewie, lipiec 2019

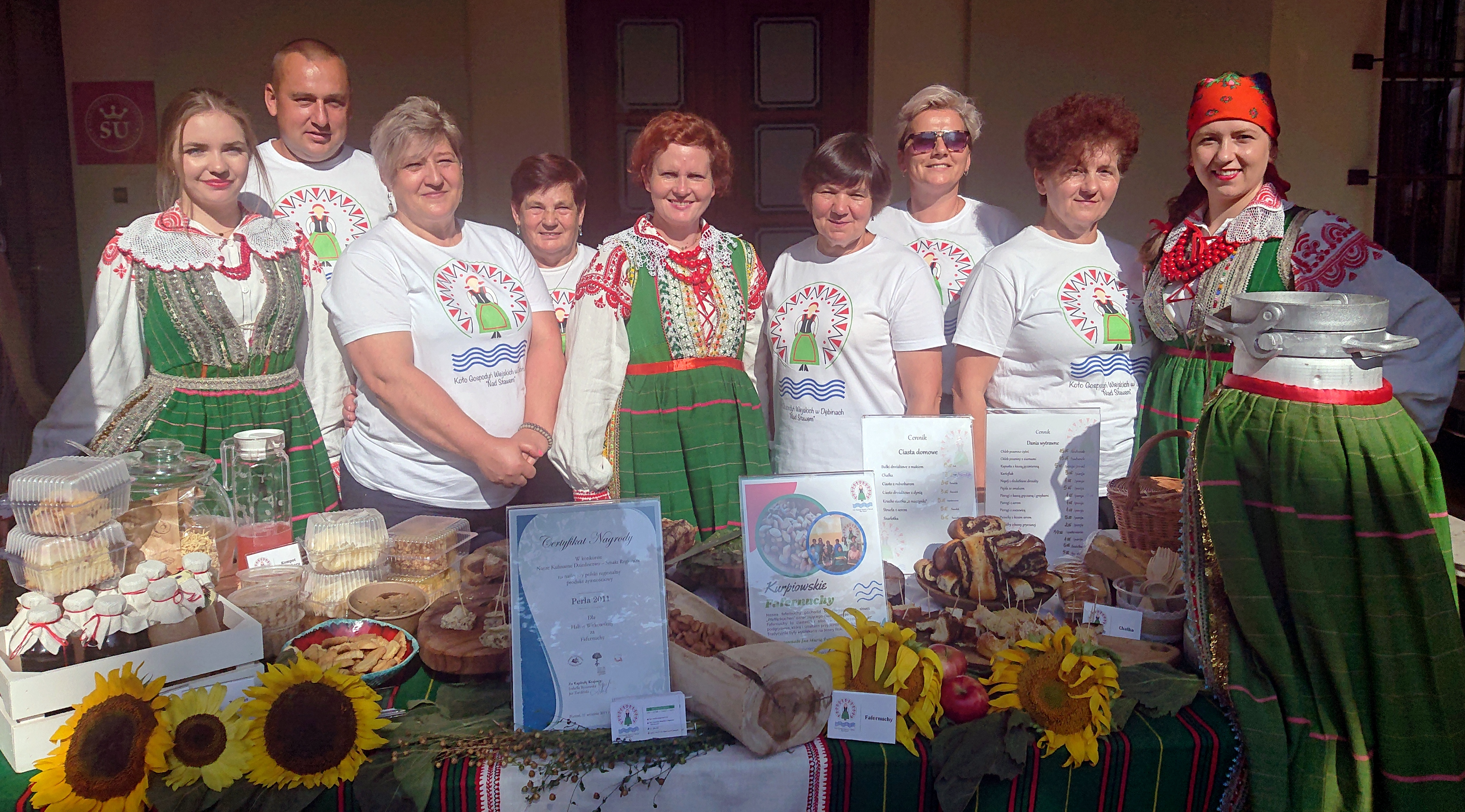
Reprezentacja KGW „Nad Stawem” w Dębinach na kiermaszu z okazji kurpiowskiej odsłony Sceny Letniej organizowanej przez Narodowy Instytut Kultury i Dziedzictwa Wsi, 13 sierpnia 2022

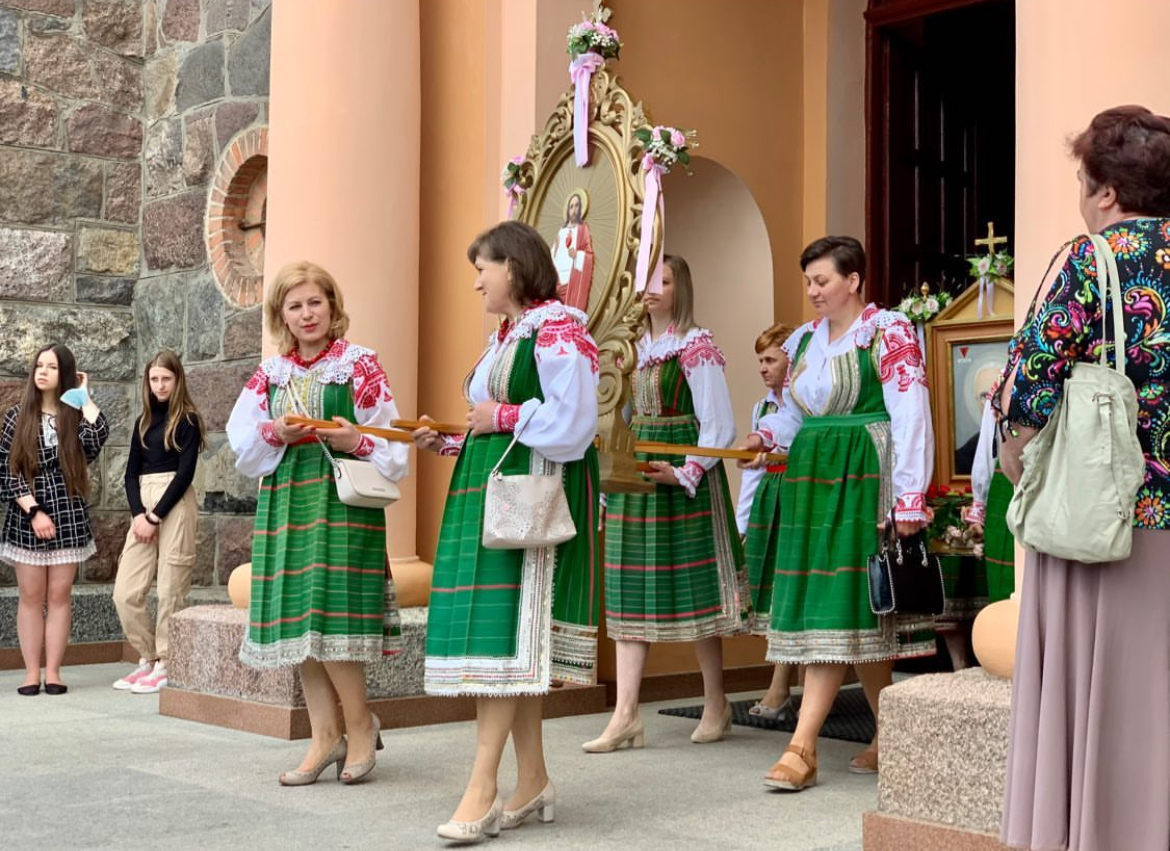
Boże Ciało w Pniewie

Sztuka ludowa Kurpiów Białych nie występuje w takim zakresie i nie pełni takich funkcji jak dawniej. Zanik twórczości w Puszczy Białej wynikał z upadku Cepelii, realiów gospodarki rynkowej i zmiany gustów odbiorców. Jednak dzięki współpracy z lokalnymi ośrodkami kultury, bibliotekami, muzeami, galeriami, izbami regionalnymi twórcy i twórczynie ludowe z Puszczy Białej mogą znaleźć rynek zbytu dla swoich prac. W XXI wieku zauważalne jest dążenie Kurpiów Białych do odbudowy tożsamości kulturowej. Pomagają w tym instytucje państwowe, stowarzyszenia i osoby prywatne. Dzięki dofinansowaniu działań ratowniczych, stypendiom twórczym i nagrodom za działalność, jak również wyróżnieniu w postaci Nagrody Kolberga, możliwe jest kontynuowanie i docenianie tradycji Kurpiów Białych.
Laureatkami Nagrody Kolberga były takie twórczynie z Puszczy Białej jak Marianna Kowalska (1988), Helena Ochendowska (1993), Julianna Puławska (1994), Marianna Pogłód (1998), Krystyna Fabisiak (1999) i Halina Witkowska (2018). W 1996 Nagrodę Kolberga dostał Regionalny Zespół „Cepelia – Puszcza Biała”. Kurpie Biali zostali też docenieni w regionie – Nagrodę Prezesa Związku Kurpiów „Kurpik” otrzymali: Julianna Puławska (2012 – Budzenie tożsamości), Halina Witkowska (2013 – Budzenie tożsamości) i Bonifacy Kozłowski (2014 – Muzyka i Taniec). Kurpiowskie twórczynie i twórcy ludowi z Puszczy Białej są też opisywani w regionalnych słownikach biograficznych.
W XXI wieku pojawiają się inicjatywy lokalnych środowisk w celu zachowania pamięci i odtworzenia tradycji rękodzielniczych Kurpiów Białych. Upowszechnianie i promowanie twórczości ludowej Kurpiów Białych wspierają instytucje, organizacje i samorządy. W rezultacie staje się ona atrakcyjna dla osób odwiedzających region. Na szczeblu centralnym kulturę materialną i folklor Kurpiów Białych na różny sposób wspierają Ministerstwo Kultury i Dziedzictwa Narodowego, Urząd Marszałkowski Województwa Mazowieckiego, Mazowiecki Instytut Kultury, Fundacja „Cepelia” czy Fundacja Bankowa Leopolda Kronenberga.
Haftem na tiulu zajmują się m.in.: Stanisława Borek z Cieńszy, Czesława Pikora z Wielątek-Folwarku, Marianna Abramczyk z Moszyna i Janina Rogulska z Mystkówca Starego. W XXI wieku hafciarkami były lub nadal są: Marianna Włodarczyk, Maria Murziak, Genowefa Łada, Teresa Włodarczyk, Stefania Woźnica, Maria Ćwik, Władysława Kamińska z Rząśnika, Jadwiga Kacprzyńska ze wsi Wielątki-Folwark, Halina Światkowska, Danuta Woźnica, Marianna Mięgoć z Pniewa, Julianna Puławska i Maria Chmielewska z Pniewa-Kolonii, Marianna Marczak, Emilia Lewandowska, Halina Lewandowska, Teresa Jabłońska i Urszula Krawczyk z Mystkówca Starego, Władysława Ziółkowska i Anna Grzywacz z Wypych Nowych, Małgorzata Pikora i Zofia Budzińska ze wsi Wólka-Przekory, Marianna Chełchowska z Gródka Rządowego, Marianna Pogłód z Lutobroku, Genowefa Krakowiecka z Komorowa oraz Felicja Borek z Cieńszy.
Jednym z nielicznych aktywnych białokurpiowskich rzeźbiarzy jest Jerzy Zawadzki z Lubiela. Rzeźbi od 1998, najczęściej z drzewa lipowego, także wierzby. Prace sprzedaje w kraju i za granicą. Wykonuje rzeźby przedstawiające Chrystusa Frasobliwego, kapliczki, postacie świętych, ale też popiersia sławnych osób czy postacie z bajek. Jego prace można oglądać na kiermaszach, dożynkach i wystawach organizowanych przez domy kultury w regionie.
Wikliniarstwo i plecionkarstwo zanikły. Apolinary Podleś z Tuchlina jest jednym z ostatnich plecionkarzy. Uczył się od ojca i dziadka. Sprzedawał wyroby na targach i jarmarkach w Wyszkowie i Ostrowi Mazowieckiej, czasem dalej. Tworzy koszyczki wielkanocne, koszyki na zakupy i duże kosze gospodarskie. Wykonuje meble na indywidualne zamówienie. Innym wikliniarzem z Puszczy Białej jest Arkadiusz Najmuła z Tuchlina. Jest absolwentem Szkoły Średniej Wikliniarskiej w Skwierzynie. Współpracował z Cepelią. Swoje prace prezentuje i sprzedaje m.in. w Ciechanowcu, Pułtusku, Wyszkowie i Ostrowi Mazowieckiej.
W XXI wieku wycinanką kurpiowską z Puszczy Białej zajmują się Emilia Fornalska z Bartodziejów oraz kobiety z Rząśnika: Władysława Kamińska, Teresa Włodarczyk, Stefania Woźnica i Genowefa Łada. Kompozycje z suszonych kwiatów tworzą m.in. Janina Kopaniarz ze wsi Znamiączki, jej córka Barbara i wnuczka Beata Machnowskie.
Działają zespoły regionalne: Zespół Pieśni i Tańca „BezWianka” przy Miejskim Domu Kultury w Ostrowi Mazowieckiej, Zespół Pieśni i Tańca „Nad Narwią” z Zespołu Szkół im. Bolesława Prusa w Pułtusku, Zespół Pieśni i Tańca „Oberek” przy Wyszkowskim Ośrodku Kultury „Hutnik”, Zespół Pieśni i Tańca „Golądkowo”, zespół „Puszcza Biała” z Rząśnika, Regionalny Zespół Pieśni i Tańca „Puszcza Biała” z Pniewa, Zespół Pieśni i Tańca „Grajewianie”, Zespół Ludowy „Jarzębina” z Broku, Zespół Tańca Ludowego „Ostrołęka”, Zespół Pieśni i Tańca „Kurpie” z Ostrołęki, Zespół Pieśni i Tańca „Kurpie Zielone” przy Podlaskim Instytucie Kultury w Białymstoku i Zespół „Gloria” z parafii Obryte. Tańce i pieśni Kurpiów Białych mają w swoim repertuarze m.in. Państwowy Zespół Ludowy Pieśni i Tańca „Mazowsze”, Zespół Pieśni i Tańca „Śląsk” im. Stanisława Hadyny, Zespół Pieśni i Tańca Politechniki Warszawskiej, Zespół Tańca Ludowego „Harnam” im. Jadwigi Hryniewieckiej, Zespół Tańca Ludowego UMCS im. Stanisława Leszczyńskiego i Zespół Pieśni i Tańca Uniwersytetu Jagiellońskiego „Słowianki”.
Kulturę materialną Kurpiów Białych wspierają m.in. warsztaty prowadzone w Kuźni Kurpiowskiej w Pniewie oraz takie wystawy jak Haft Puszczy Białej w Muzeum Regionalnym w Pułtusku (2021) czy Hafciarka ręczna w Muzeum Kultury Kurpiowskiej w Ostrołęce (2022). Promowaniu kultury kurpiowskiej Puszczy Białej służą różne inicjatywy, np. prezentacja stroju regionalnego w materiałach promocyjnych sieci Biedronka (wrzesień 2022) czy prezentacja wytworów kultury materialnej i duchowej w najbardziej obleganych przez turystów miejscach (np. Scena Letnia Narodowego Instytutu Kultury i Dziedzictwa Wsi poświęcona Puszczy Zielonej i Białej 13 sierpnia 2022 przy Krakowskim Przedmieściu 66 w Warszawie).
Wyrazem dbałości o dziedzictwo regionalne i odradzania się tradycji rękodzielniczych jest wpisanie haftu kurpiowskiego Puszczy Białej na Krajową Listę Niematerialnego Dziedzictwa Kulturowego (2022). Depozytariuszkami wpisu są hafciarki ze Stowarzyszenia „Puszcza Biała – Moja Mała Ojczyzna”.